# Liste der Bodendenkmale in Wilhelmshaven
In der Liste der Bodendenkmale in Wilhelmshaven sind die Bodendenkmale der niedersächsischen kreisfreien Stadt Wilhelmshaven aufgeführt. Die Quelle ist der Denkmalatlas Niedersachsen.
- Bitte beachten Sie, dass diese Liste keinen Anspruch auf Vollständigkeit erhebt.
- Die Angaben ersetzen nicht die rechtsverbindliche Auskunft der zuständigen Denkmalschutzbehörde.
- Es sind nur Daten aus dem Denkmalatlas verarbeitet.
- Der Stand der Liste ist der 4. Mai 2025.

Wilhelmshaven

## Allgemein
In den Spalten finden sich folgende Informationen des Bodendenkmales:
| Lage         | geographische Koordinaten                                                           |
| Bezeichnung  | Bezeichnung lt. Denkmalatlas                                                        |
| Beschreibung | Beschreibung lt. Denkmalatlas                                                       |
| ID           | Objekt-ID                                                                           |
| Bild         | Bild, ggf. zusätzlich mit Link zu weiteren Fotos im Medienarchiv Wikimedia Commons. |

## Fedderwarden
| Lage                       | Bezeichnung                | Beschreibung | ID       | Bild |
| -------------------------- | -------------------------- | --- | -------- | ---- |
| 53° 34′ 21″ N, 8° 3′ 33″ O | Fedderwarden 1, Wurt       | Lt. Urkatasterkarte 1849 mit Hof- und Köterstelle bebaut. | 19834271 | BW   |
| 53° 34′ 26″ N, 8° 3′ 34″ O | Fedderwarden 2, Wurt       | | 21379351 | BW   |
| 53° 34′ 28″ N, 8° 3′ 28″ O | Fedderwarden 3, Wurt       | Größe ca. 70 × 60 m, Höhe über NN 2,2 m, über Gelände ca. 0,8 m. Rundoval. | 21379412 | BW   |
| 53° 34′ 8″ N, 8° 3′ 15″ O  | Fedderwarden 5, Wurt       | Größe ca. 50 × 45 m, Höhe über NN 1,9 m, über Gelände ca. 1,2 m. Rundoval. Bildet zusammen mit den beiden südöstl. bzw. südl. liegenden eine kleine Wurtengruppe östl. des Oldendyks, des ältesten sicher nachweisbaren Deiches in der Gmkg. Fedderwarden. Lt. Urkatasterkarte 1849 unbebaut.                                                                                  | 21552914 | BW   |
| 53° 34′ 7″ N, 8° 3′ 18″ O  | Fedderwarden 6, Wurt       | Durchmesser ca. 40 m, Höhe über NN 2,2 m, über Gelände ca. 1,2 m. Rund. Wurde bei Baggerarbeiten während des Ausbaus der Landesstraße L 810 im Jahre 1980 oberflächlich gestört. Der östl. Wurtfuß grenzt an die Landstraße. Bildet zusammen mit den beiden direkt westl. bzw. südl. liegenden eine kleine Wurtengruppe. Lt. Urkatasterkarte 1849 unbebaut.                    | 21553116 | BW   |
| 53° 34′ 5″ N, 8° 3′ 17″ O  | Fedderwarden 7, Wurt       | Durchmesser ca. 50 m, Höhe über NN 1,85 m, über Gelände ca. 0,8 m. Rund. Flach auslaufend. Bildet zusammen mit den beiden direkt nordöstl. bzw. nördl. liegenden eine kleine Wurtengruppe östl. des Oldendyks, des ältesten sicher nachweisbaren Deiches in der Gmkg. Fedderwarden. Lt. Urkatasterkarte 1849 unbebaut.                                                         | 34305219 | BW   |
| 53° 34′ 3″ N, 8° 3′ 5″ O   | Fedderwarden 8, Wurt       | Größe ca. 70 × 62 m, Höhe über NN 2,45 m, über Gelände ca. 1,5 m. Rundoval in Deichlage. Oberflächliche Störungen durch Drainagearbeiten. Von der Wurt stammt eine rot gebrannte hochmittelalterliche Ausgußtülle. Wahrscheinlich mittelalterliche Ausbausiedlung der Dorfwurt Fedderwarden. Lt. Urkatasterkarte 1849 mit Bauernhaus bebaut, das um ca. 1900 abgerissen wurde. | 34304818 | BW   |
| 53° 34′ 6″ N, 8° 3′ 3″ O   | Fedderwarden 9, Wurt       | Größe ca. 80 × 65 m, Höhe über NN 2 m, über Gelände ca. 0,5 m. Oval. Flach auslaufende Randbereiche. Vermutlich mittelalterliche Ausbausiedlung der Dorfwurt Fedderwarden direkt binnenwärts des Oldendyks, des ältesten sicher nachweisbaren Deiches in der Gmkg. Fedderwarden. Lt. Urkatasterkarte 1849 mit einer Hofstelle bebaut und im N und W von einer Graft begrenzt.  | 34304794 | BW   |
| 53° 33′ 55″ N, 8° 2′ 59″ O | Fedderwarden 10, Wurt      | Durchmesser ca. 55 m, Höhe über NN 2,35 m, über Gelände ca. 1 m. Annähernd rund in Deichlage. Gut erhalten. Vermutlich mittelalterliche Ausbausiedlung der Dorfwurt Fedderwarden. Das zeitliche Verhältnis zwischen Deich und Wurt ist nur durch eine archäologische Untersuchung zu klären. Lt. Urkatasterkarte 1849 mit einer Hofstelle bebaut.                              | 25063671 | BW   |
| 53° 33′ 42″ N, 8° 2′ 49″ O | Fedderwarden 11, Wurt      | Durchmesser ca. 75 m, Höhe über NN 2,65 m, über Gelände ca. 0,5 m. Annähernd rund in Deichlage. Vermutlich mittelalterliche Ausbausiedlung der Dorfwurt Fedderwarden. Lt. Urkatasterkarte 1849 mit einer Hofstelle bebaut. | 34322676 | BW   |
| 53° 33′ 39″ N, 8° 2′ 50″ O | Fedderwarden 12, Wurt      | Größe ca. 60 × 35 m, Höhe über Gelände ca. 0,3 m. Oval. Flach auslaufend. Siedlungsgenetische Bedeutung durch die Lage direkt südl. der Wurt und direkt östl. des Oldendyks. Lt. Urkatasterkarte 1849 mit einer Hofstelle bebaut. | 34322717 | BW   |
| 53° 33′ 33″ N, 8° 2′ 56″ O | Fedderwarden 13, Wurt      | Größe ca. 60 × 55 m, Höhe über NN 2,45 m, über Gelände ca. 0,5 m. Oval. Flach auslaufend. Lt. Urkatasterkarte 1849 mit einer Hofstelle bebaut. | 34322734 | BW   |
| 53° 33′ 35″ N, 8° 2′ 43″ O | Fedderwarden 14, Wurt      | Größe ca. 100 × 60 m, Höhe über NN 3,65 m, über Gelände ca. 0,8 m. Oval. Siedlungsgenetische Bedeutung durch die Lage direkt westl. des Oldendyks. Die länglich ovale Form und die Ausrichtung deuten darauf hin, dass die Wurt Bezug auf den Oldendyk nimmt und möglicherweise in Deichlage liegt.                                                                            | 34322905 | BW   |
| 53° 33′ 48″ N, 8° 2′ 46″ O | Fedderwarden 15, Dorfwurt  | Durchmesser ca. 150 m, Höhe über NN 2,8 m, über Gelände ca. 1 m. Annähernd rund. Der südwestl. Bereich bei Anlage eines Betonwerkes abgetragen. Lt. Urkatasterkarte 1849 unbebaut. Die Parzelle, in der die Wurt liegt, hieß damals „Knollhamm“. | 26783830 | BW   |
| 53° 33′ 52″ N, 8° 2′ 33″ O | Fedderwarden 16, Dorfwurt  | Größe ca. 380 × 215 m, Höhe über NN 5 m, über Gelände ca. 1,5 m. Mit aufgesetzter Kirchwurt. Hat den Grundriss einer unregelmäßigen 8 und scheint aus zwei zusammengewachsen zu sein. Lt. Urkatasterkarte 1849 vorwiegend mit kleineren Handwerker-, Arbeiter- und Köterhäusern und nur wenigen Gehöften bebaut.                                                               | 34315237 | BW   |
| 53° 33′ 55″ N, 8° 2′ 14″ O | Fedderwarden 17, Wurt      | Größe ca. 75 × 45 m, Höhe über Gelände ca. 0,3 m. Oval. Flach auslaufende Randbereiche. Vermutlich im Hochmittelalter als Ausbausiedlung von der Dorfwurt Fedderwarden aus angelegt. Lt. Urkatasterkarte 1849 mit einer Hofstelle bebaut. | 34323180 | BW   |
| 53° 33′ 44″ N, 8° 2′ 13″ O | Fedderwarden 18, Wurt      | Durchmesser ca. 65 m, Höhe über NN 2,35 m, über Gelände ca. 0,7 m. Rund. Im W durch Wassergraben begrenzt. Gut erhalten. Vermutlich hochmittelalterliche Ausbausiedlung der Dorfwurt Fedderwarden. Lt. Urkatasterkarte 1849 unbebaut. | 34322965 | BW   |
| 53° 33′ 39″ N, 8° 1′ 33″ O | Fedderwarden 19, Wurt      | Größe ca. 60 × 40 m, Höhe über NN 2,7 m, über Gelände ca. 1,3 m. Annähernd oval. Im O durch Graben leicht angeschnitten, sonst gut erhalten. Vermutlich siedlungsgenetischer Zusammenhang mit der südl. gelegenen, auffallend hohen Wurt Bonnhausen. Lt. Urkatasterkarte 1849 unbebaut.                                                                                        | 34303784 | BW   |
| 53° 33′ 30″ N, 8° 1′ 42″ O | Fedderwarden 20, Wurt      | Größe ca. 95 × 55 m, Höhe über NN 2,8 m, über Gelände ca. 1,5 m. Oval. Gut erhalten und eindrucksvoll. Von der ehem. umgebenden Graft nur noch der südl. Teil erhalten. Vermutlich bestand ein funktionaler Zusammenhang mit der kleinen, nordwestl. gelegenen Wurt. Lt. Urkatasterkarte 1849 mit Gehöft bebaut.                                                               | 34303766 | BW   |
| 53° 33′ 7″ N, 8° 1′ 40″ O  | Fedderwarden 22, Wurt      | Größe ca. 45 × 40 m, Höhe über NN 2,4 m, über Gelände ca. 1 m. Oval. Der südwestl. Bereich ist durch Graben gekappt, der heute die Stadtgrenze von Wilhelmshaven zum Landkreis Friesland markiert. Gut erhalten. Lt. Urkatasterkarte 1849 unbebaut. | 34303803 | BW   |
| 53° 33′ 47″ N, 8° 2′ 26″ O | Fedderwarden 25, Kirchwurt | Größe ca. 45 × 45 m, Höhe über NN 5,9 m, über Gelände ca. 1,5 m. Annähernd quadratisch. Im W und N von Graben eingefasst, im O und S von Ziegelmauer. | 28915825 | BW   |

## Rüstringen
| Lage                       | Bezeichnung                               | Beschreibung | ID       | Bild           |
| -------------------------- | ----------------------------------------- | --- | -------- | -------------- |
| 53° 31′ 59″ N, 8° 7′ 33″ O | Rüstringen 1, Deich                       | Südl. Maadedeich um den „neuen, östlichen Indiekt“. Archäologische und baugeschichtliche Untersuchungen auf der Sibetsburg und auf der Neuender Kirchwurt ergaben, dass der „Innieter Groden“ bereits im 13. Jh. eingedeicht wurde. Im „neuen Indiekt“ wurde unter Häuptling Edo Wiemken d. Ä. im Jahre 1383 die Sibetsburg errichtet. Reinhardt (1979, 17ff.) und - ihm folgend - Krämer (1981) betrachten diesen Deich als Fortsetzung des Deichzuges Schaarreihe. - Teilstück ID: 35300539 | 35300392 | BW             |
| 53° 30′ 51″ N, 8° 3′ 34″ O | Rüstringen 2, Wurt                        | Durchmesser ca. 70 m, Höhe über NN 2,3 m, über Gelände ca. 1,5 m. Rund. Begrenzung im W und S durch Graben. Von siedlungsgenetischer Bedeutung, da eventuell an altem Ringdeich - der die Bauernschaft Hessens einschloss - gelegen. Lt. Urkatasterkarte 1841 unbebaut. | 28810218 | BW             |
| 53° 30′ 50″ N, 8° 3′ 36″ O | Rüstringen 3, Wurt                        | Durchmesser ca. 60 m, Höhe über NN 2,75 m, über Gelände ca. 1,8 m. Rund. Im W und N durch Graben begrenzt. Im S durch schmale Geländesenke (vermutlich ehemaliger Grabenverlauf) von anschließender Wurt getrennt. Von siedlungsgenetischer Bedeutung, da eventuell an altem Ringdeich, der die Bauernschaft Hessens einschloss, gelegen. Lt. Urkatasterkarte 1841 unbebaut. | 28810409 | BW             |
| 53° 30′ 48″ N, 8° 3′ 37″ O | Rüstringen 4, Wurt                        | Durchmesser ca. 70 m, Höhe über NN 2,75 m, über Gelände ca. 1,8 m. Rund. Im W und S durch Graben begrenzt. Lt. Urkatasterkarte 1841 unbebaut. | 28810471 | BW             |
| 53° 30′ 55″ N, 8° 3′ 59″ O | Rüstringen 5, Wurt                        | Größe ca. 90 × 40 m, Höhe über NN 2,5 m, über Gelände ca. 2 m. Oval. Allseitig von Graft umgeben. Vermutlich hochmittelalterliche Ausbausiedlung der Dorfwurt Hessens. Lt. Urkatasterkarte 1841 mit Gehöft bebaut, das im Zweiten Weltkrieg ausgebombt wurde. | 28810529 | BW             |
| 53° 30′ 57″ N, 8° 4′ 21″ O | Rüstringen 7, Wurt                        | Durchmesser ca. 225 m, Höhe über NN 2,55 m, über Gelände ca. 1 m. Rund. Begrenzung im N durch Eisenbahntrasse, im W durch Hessenser Weg, im O durch Graben. Im S schwer zu erfassen. In ihrer Anlage nur noch schwer zu erkennen, da das umgebende Gelände im Jahre 1910 mit Baggersand aufgefüllt wurde. Auf dem N-Hang war ein Fething. | 30590192 | BW             |
| 53° 30′ 56″ N, 8° 4′ 29″ O | Rüstringen 8, Wurt                        | Größe ca. 75 × 60 m, Höhe über NN 2,5 m, über Gelände ca. 1 m. Oval in Deichlage. Im S durch Graft begrenzt, im W und N durch Graben. Die Graft im O-Bereich zum größten Teil zugeschlammt. Vermutlich hochmittelalterliche Ausbausiedlung der direkt benachbarten Dorfwurt Hessens. Lt. Urkatasterkarte 1841 mit Gehöft bebaut und im N, O und S von Graft eingefasst. | 30590227 | BW             |
| 53° 31′ 9″ N, 8° 4′ 51″ O  | Rüstringen 10, Wurt                       | Durchmesser ca. 75 m, Höhe über Gelände ca. 0,8 m. Rund in Deichlage. Im S und tw. im N durch Graben begrenzt, im W durch den ehemaligen Krummen Weg. Vermutlich mittelalterliche Ausbausiedlung der Dorfwurt Hessens. Siedlungsgenetische Bedeutung durch Lage im Zuge des von Reinhardt (1979, 17 ff.) rekonstruierten Ringdeiches um die Dorfwurt Hessens. Lt. Urkatasterkarte 1841 mit Gehöft bebaut und im N, O und S von Graft umgeben. Das Gehöft wurde im Jahre 1919 abgerissen. | 30889848 | BW             |
| 53° 31′ 23″ N, 8° 4′ 18″ O | Rüstringen 12, Wurt                       | Größe ca. 40 × 30 m, Höhe über NN 2,65 m, über Gelände ca. 1,5 m. Oval. Im NW-Bereich durch Ausbau der Straße Ebkeriege gekappt, im O durch Graben begrenzt. Der südl. und der westl. Grabenverlauf sind durch flache Geländesenken noch erkennbar. Lt. Urkatasterkarte 1841 unbebaut. | 30757374 | BW             |
| 53° 30′ 53″ N, 8° 5′ 6″ O  | Rüstringen 21, Wurt                       | Durchmesser ca. 60 m, Höhe über NN 2,35 m, über Gelände ca. 0,8 m. Rund in Deichlage(?). Rundum von Graben umgeben. Vermutlich im Mittelalter angelegt, Teil einer Wurtenkette. Lt. Urkatasterkarte 1841 mit Gehöft bebaut und allseitig von Graft umgeben. | 30824186 | BW             |
| 53° 31′ 3″ N, 8° 5′ 15″ O  | Rüstringen 22, Wurt                       | Größe ca. 100 × 70 m, Höhe über NN 3,15 m, über Gelände ca. 1 m. Oval in Deichlage (?). In S und W von Graft begrenzt, im NO durch ehemaliges Industriegleis. Vermutlich im Mittelalter angelegt, ist Teil einer Wurtenkette, die perlenschnurartig entlang des Alten Banter Weges aufgereiht liegt. Lt. Urkatasterkarte 1841 mit Gehöft bebaut. Bis ca. 1950 lag nördl. des Gehöftes ein Fething. | 30824242 | BW             |
| 53° 31′ 28″ N, 8° 6′ 3″ O  | Rüstringen 35, Wurt                       | Durchmesser ca. 70 m, Höhe über NN 3,4 m, über Gelände ca. 1,5 m. Rund. Lt. Urkatasterkarte 1841 mit Gehöft bebaut und allseitig von Graft umgeben. Das Hofgebäude wurde im 19. Jh. abgebrochen, die Graft im Jahre 1955 wegen häufiger Verschmutzung verfüllt. | 30930872 | BW             |
| 53° 31′ 9″ N, 8° 5′ 48″ O  | Rüstringen 38, Wurt                       | Größe ca. 65 × 55 m, Höhe über NN 2,35 m, über Gelände ca. 0,5 m. Rundoval. Lt. Urkatasterkarte 1841 mit Gehöft bebaut und im S, W und N von Graft umgeben. | 30931042 | BW             |
| 53° 31′ 0″ N, 8° 5′ 33″ O  | Rüstringen 39, Wurt                       | Größe ca. 80 × 45 m, Höhe über NN 2,55 m, über Gelände ca. 0,5 m. Oval. Im SW durch ehemaliges Industriegleis begrenzt. Lt. Urkatasterkarte 1841 mit Gehöft bebaut und im N, O und S von Graft begrenzt. 1965 wurden die Graft verfüllt und die Wirtschaftsgebäude abgerissen. | 30931097 | BW             |
| 53° 31′ 22″ N, 8° 6′ 22″ O | Rüstringen 44, Wurt                       | Durchmesser ca. 75 m, Höhe über NN 2,55 m, über Gelände ca. 1 m. Rund. Die ehemalige Graft ist völlig verfüllt. Lt. Urkatasterkarte 1841 mit Gehöft bebaut und allseitig von Graft umgeben. | 30931323 | BW             |
| 53° 31′ 45″ N, 8° 8′ 7″ O  | Rüstringen 48, Dorfwurt                   | Größe ca. 210 × 135 m, Höhe über NN 3,95 m, über Gelände ca. 2,5 m. Oval. Im S durch die Saarbrücker Straße begrenzt, im W durch den Richtweg. Im O verläuft der Wurtfuß in etwa entlang des Friedhofsmittelweges. Siedlungsgenetische Bedeutung als Kirchspiel- und Gemeindezentrum in der Mitte einer durch hochmittelalterlichen Ringdeich umgebenen Flur. Lt. Urkatasterkarte 1841 mit drei Gehöften und mehreren kleinen Häusern bebaut. Tw. noch Gräben und Graftreste in den Randbereichen vorhanden. | 28915311 | BW             |
| 53° 31′ 47″ N, 8° 8′ 17″ O | Rüstringen 49, Wurt                       | Durchmesser ca. 75 m, Höhe über NN 3,3 m, über Gelände ca. 1,2 m. Rund. Vermutlich mittelalterliche Ausbausiedlung von der Dorfwurt Heppens aus. Siedlungsgenetische Bedeutung durch Lage im Bereich des von Reinhardt (1979, 17ff.) rekonstruierten Ringdeiches um die Dorfwurt Heppens. Lt. Urkatasterkarte 1841 unbebaut und allseitig von Graft umgeben. | 30934755 | BW             |
| 53° 31′ 58″ N, 8° 7′ 13″ O | Rüstringen 55, Wurt                       | Durchmesser ca. 75 m, Höhe über NN 2,75 m, über Gelände ca. 1 m. Rund in Deichlage. Die bis 1891 erhaltene Graft von 70 × 100 m L. ist heute verfüllt (Oldewage 1969, 196). Lage im sog. Indiekt. Siedlungsgenetische Bedeutung durch die Lage im Zuge des mittelalterlichen Deiches Kirchreihe. Lt. Urkatasterkarte 1841 mit Hofstelle bebaut. Im südwestl. Wurtbereich ist tw. noch eine Graft vorhanden. | 30934862 | BW             |
| 53° 31′ 53″ N, 8° 6′ 28″ O | Rüstringen 57, Sibetsburg                 | Größe ca. 210 × 175 m. Burg mit Haupt- und westl. vorgelagerter Vorburg. Umschlossen von doppeltem Wall- und dreifachen Graftsystem. Hauptburghügel künstlich mottenartig erhöht; H. ca. 6 m; Wall-H. ca. 1,5 m. Gräfte wasserführend. In der Urkatasterkarte 1841 (Kps. Neuende, Flur 5) ist der unbebaute Burghügel inmitten der durch Graftenanlage gekennzeichneten Gesamtanlage nicht besonders eingetragen. | 28971983 | Weitere Bilder |
| 53° 31′ 55″ N, 8° 6′ 23″ O | Rüstringen 58, Wurt                       | Größe ca. 75 × 50 m, Höhe über Gelände ca. 1 m. Oval. Flach auslaufend. Gehört zur Gesamtanlage und ist mit in das Grabensystem der Burganlage einbezogen. Lt. Urkatasterkarte 1841 mit einer Hofstelle bebaut. | 30936227 | BW             |
| 53° 32′ 3″ N, 8° 6′ 13″ O  | Rüstringen 59, Wurt                       | Größe ca. 110 × 70 m, Höhe über NN 2,9 m, über Gelände ca. 1 m. Oval in Deichlage. Siedlungsgenetische Bedeutung durch Lage im Zuge des spätmittelalterlichen Deiches Kirchreihe. Lt. Urkatasterkarte 1841 mit Gehöft bebaut, das um 1970 abgerissen wurde. | 30936258 | BW             |
| 53° 32′ 1″ N, 8° 5′ 59″ O  | Rüstringen 60, Wurt                       | Größe ca. 100 × 70 m, Höhe über Gelände ca. 0,5 m. Oval in Deichlage. Im S durch breite Graft begrenzt, im SW durch den Alinenhofer Weg, im N durch die Straße Kirchreihe. Siedlungsgenetische Bedeutung durch Lage im Zuge des spätmittelalterlichen Deiches Kirchreihe, Lt. Urkatasterkarte 1841 mit Gehöft bebaut und im S und O von durchgehender Graft begrenzt. | 30970345 | BW             |
| 53° 32′ 0″ N, 8° 5′ 55″ O  | Rüstringen 61, Wurt                       | Größe ca. 50 × 30 m, Höhe über NN 3,5 m, über Gelände ca. 0,7 m. Oval in Deichlage. Im W durch Graben begrenzt, im N durch die Straße Kirchreihe und im O durch den Alinenhofer Weg. Auf dem Gelände liegen zahlreiche Ziegelsteine des ehemaligen Hofgebäudes. Siedlungsgenetische Bedeutung durch Lage im Zuge des spätmittelalterlichen Deiches Kirchreihe. Lt. Urkatasterkarte 1841 mit Gehöft bebaut, das Ende der 1920er Jahre wegen Baufälligkeit abgerissen wurde. | 30997848 | BW             |
| 53° 31′ 57″ N, 8° 5′ 44″ O | Rüstringen 62, Wurt                       | Größe ca. 75 × 25 m, Höhe über NN 3,15 m, über Gelände ca. 1 m. Oval in Deichlage. Im S, W und O von Graben begrenzt, im N von der Straße Kirchreihe. Siedlungsgenetische Bedeutung durch Lage im Zuge des spätmittelalterlichen Deiches Kirchreihe. Lt. Urkatasterkarte 1841 mit einem kleinen Haus bebaut. | 30997914 | BW             |
| 53° 31′ 55″ N, 8° 5′ 34″ O | Rüstringen 63, Wurt                       | Größe ca. 100 × 40 m, Höhe über NN 2,5 m, über Gelände ca. 0,5 m. Oval in Deichlage. Im S durch breite Graft begrenzt, im W durch die Friedrich-Paffrath-Straße und im N durch die Straße Kirchreihe. Siedlungsgenetische Bedeutung durch Lage im Zuge des spätmittelalterlichen Deiches Kirchreihe. Lt. Urkatasterkarte 1841 mit Gehöft bebaut. | 31011099 | BW             |
| 53° 31′ 55″ N, 8° 5′ 26″ O | Rüstringen 64, Kirchwurt                  | Größe ca. 175 × 85 m, Höhe über NN 3,5 m, über Gelände ca. 2 m. Kirchwurt in Deichlage. Nierenförmiger Grundriss. Im Zentrum der Dorfwurt liegt die Kirchwurt, die im S und N durch eine breite Graft begrenzt wird. Lt. Urkatasterkarte standen hier 1841 neben der Kirche vier kleinere Häuser. | 28990973 | BW             |
| 53° 31′ 44″ N, 8° 5′ 21″ O | Rüstringen 66, Wurt                       | Größe ca. 85 × 45 m, Höhe über NN 2,8 m, über Gelände ca. 0,5 m. Oval in Deichlage. Siedlungsgenetische Bedeutung durch Lage im Zuge des ältesten, sicher nachweisbaren geschlossenen Deiches am S-Ufer der Maade. Lt. Urkatasterkarte 1841 mit Gehöft bebaut und mit unregelmäßig eckigem, großem Graftsystem umgeben. | 31035585 | BW             |
| 53° 31′ 10″ N, 8° 3′ 38″ O | Rüstringen 71, Wurt                       | Größe ca. 75 × 50 m, Höhe über NN 2,35 m, über Gelände ca. 0,4 m. Oval in Deichlage. Im O durch Schaugraben begrenzt, im W durch Graben und im S durch die Ebkeriege. Siedlungsgenetische Bedeutung durch Lage im Zuge des ältesten, sicher nachweisbaren geschlossenen Deiches am S-Ufer der Maade. Lt. Urkatasterkarte 1842 mit Gehöft bebaut und im N von Graft begrenzt. | 31388950 | BW             |
| 53° 30′ 52″ N, 8° 3′ 8″ O  | Rüstringen 72, Wurt                       | Durchmesser ca. 70 m, Höhe über NN 3,2 m, über Gelände ca. 0,7 m. Fast rund in Deichlage. Im SW durch Graben und Fraukenweg begrenzt. Siedlungsgenetische Bedeutung durch Lage im Zuge des ältesten, sicher nachweisbaren geschlossenen Deiches am S-Ufer der Maade. Lt. Urkatasterkarte 1842 mit Gehöft bebaut und im N, W und S von Graft begrenzt. Im S ist noch der alte Ebkeriegeweg erhalten. | 31407326 | BW             |
| 53° 31′ 34″ N, 8° 4′ 4″ O  | Rüstringen 73, Wurt                       | Größe ca. 90 × 70 m, Höhe über NN 2,5 m, über Gelände ca. 0,8 m. Oval. Allseitig von Graft begrenzt. Siedlungsgenetische Bedeutung durch Lage im Indiekt. Lt. Urkatasterkarte 1842 mit Gehöft bebaut und allseitig von Graft umgeben. | 31407340 | BW             |
| 53° 31′ 48″ N, 8° 4′ 19″ O | Rüstringen 75, Wurt (Potenburg)           | Größe ca. 80 × 35 m, Höhe über NN 2,6 m, über Gelände ca. 1,5 m. Oval. Im N, W und S von schmalem Graben begrenzt, im O vom Potenburger Weg. Siedlungsgenetische Bedeutung durch Lage im Indiekt. Älteste urkundliche Erwähnung eines Steinhauses im Jahre 1461 im Testament des Häuptlings Hole Edzen von Seediek (Brune 1987, 537). Lt. Urkatasterkarte 1842 mit kleinem Haus bebaut, das 1971 abbrannte. | 32619670 | BW             |
| 53° 31′ 57″ N, 8° 4′ 3″ O  | Rüstringen 76, Wurt                       | Größe ca. 90 × 40 m, Höhe über NN 2,6 m, über Gelände ca. 0,4 m. Oval in Deichlage. Im SW ein Graftrest. Siedlungsgenetische Bedeutung durch Lage im Zuge des mittelalterlichen Schaardeiches. Lt. Urkatasterkarte 1842 mit Gehöft bebaut. | 32619893 | BW             |
| 53° 32′ 1″ N, 8° 4′ 9″ O   | Rüstringen 77, Wurt                       | Größe ca. 75 × 40 m, Höhe über NN 2,65 m, über Gelände ca. 0,5 m. Oval in Deichlage. Siedlungsgenetische Bedeutung durch Lage im Zuge des mittelalterlichen Schaardeiches. Von 1535 bis 1951 Bockwindmühle, die nach ihrem ursprünglichen Standort beim Kloster Östringfelde auch Klostermühle genannt wurde. Lt. Urkatasterkarte 1842 mit einem kleinen Haus und der Mühle bebaut. Die Mühle wurde im Jahre 1951 wegen Verfalls abgebrochen. | 32620144 | BW             |
| 53° 32′ 4″ N, 8° 4′ 14″ O  | Rüstringen 78, Wurt                       | Größe ca. 100 × 70 m, Höhe über NN 2,7 m, über Gelände ca. 0,5 m. Oval in Deichlage. Im SO durch Graben begrenzt, im NW durch die Straße Schaardeich. Siedlungsgenetische Bedeutung durch Lage im Zuge des mittelalterlichen Schaardeiches. Lt. Urkatasterkarte 1842 mit zwei Häusern bebaut. | 32821217 | BW             |
| 53° 32′ 7″ N, 8° 4′ 26″ O  | Rüstringen 79, Dorfwurt                   | Größe ca. 250 × 140 m, Höhe über NN 4,25 m, über Gelände ca. 1 m. Oval in Deichlage. Im N durch Graben begrenzt. Auf der Wurtkuppe verläuft die Straße Schaarreihe. Siedlungsgenetische Bedeutung durch Lage im Zuge des mittelalterlichen Schaardeiches und der Schaarreihe direkt an der alten Maadeschleife. Im 14. und 15. Jh. Hafenplatz und wichtiger Handelsplatz. Lt. Urkatasterkarte 1842 mit zwei Gehöften und mehreren kleinen Wohnhäusern bebaut. | 32821290 | BW             |
| 53° 32′ 28″ N, 8° 4′ 55″ O | Rüstringen 86, Wurt                       | Durchmesser ca. 50 m, Höhe über NN 3,3 m, über Gelände ca. 1 m. Fast rund. Im N durch Graben begrenzt. In Maulwurfshügeln wurde mittelalterliche Keramik gefunden (Oldewage 1969, 203). Siedlungsgenetische Bedeutung durch Lage im Schaaringer Groden. Lt. Urkatasterkarte 1841 unbebaut. | 34393847 | BW             |
| 53° 32′ 42″ N, 8° 4′ 49″ O | Rüstringen 88, Wurt                       | Durchmesser ca. 65 m, Höhe über NN 3,35 m, über Gelände ca. 1,2 m. Rund. Lt. Oldewage (1969, 203) durch Anschüttung von Erde aus den Baugruben für das Krankenhaus gestört, vor 1969 wieder hergerichtet. Siedlungsgenetische Bedeutung durch Lage im Schaaringer Groden. Lt. Urkatasterkarte 1841 unbebaut. | 34393686 | BW             |
| 53° 32′ 49″ N, 8° 5′ 0″ O  | Rüstringen 89, Wurt                       | Größe ca. 75 × 65 m, Höhe über NN 2,65 m, über Gelände ca. 0,5 m. Rundoval. Allseitig von breiter Graft umgeben. Siedlungsgenetische Bedeutung durch Lage im Schaaringer Groden. Älteste urkundliche Erwähnung im Jahre 1597. Lt. Urkatasterkarte 1841 mit Gehöft bebaut und allseitig von Graft umgeben. Das Wirtschaftsgebäude brannte 1960 ab; das Gehöft wurde 1966 komplett abgerissen. | 34393634 | BW             |
| 53° 33′ 2″ N, 8° 5′ 23″ O  | Rüstringen 90, Wurt                       | Größe ca. 80 × 50 m, Höhe über Gelände ca. 0,5 m. Oval in Deichlage. Siedlungsgenetische Bedeutung durch Lage im Zuge des mittelalterlichen Deiches Altengrodener Riege, Lt. Urkatasterkarte 1841 mit Gehöft bebaut. | 34393570 | BW             |
| 53° 32′ 59″ N, 8° 5′ 27″ O | Rüstringen 91, Wurt                       | Durchmesser ca. 85 m, Höhe über NN 2,7 m, über Gelände ca. 1 m. Fast rund in Deichlage. Im W von Fußweg und Graben begrenzt, im N und teilweise im S von Graben eingefasst. Siedlungsgenetische Bedeutung durch Lage im Zuge des mittelalterlichen Deiches Altengrodener Riege. Lt. Urkatasterkarte 1841 mit Gehöft bebaut und allseitig von Graft umgeben. Gehöft um 1970 abgerissen. | 34393620 | BW             |
| 53° 32′ 55″ N, 8° 5′ 46″ O | Rüstringen 92, Wurt                       | Größe ca. 65 × 50 m, Höhe über NN 2,65 m, über Gelände ca. 1,2 m. Oval in Deichlage. Im W von Graben begrenzt. Siedlungsgenetische Bedeutung durch Lage im Zuge des mittelalterlichen Deiches Altengrodener Riege. Lt. Urkatasterkarte 1841 unbebaut. Lt. Oldewage (1969, 206) könnte hier evtl. die spätmittelalterliche „Klinkeburg“ gelegen haben. | 34453121 | BW             |
| 53° 32′ 50″ N, 8° 5′ 42″ O | Rüstringen 93, Wurt                       | Durchmesser ca. 95 m, Höhe über NN 2,7 m, über Gelände ca. 0,7 m. Rund. Liegt innerhalb eines mehrfachen Graftsystems, das tw. verfüllt ist. Siedlungsgenetische Bedeutung durch Lage im Schaaringer Groden, unweit des mittelalterlichen Deiches Altengrodener Riege. Lt. Urkatasterkarte 1841 mit Gehöft bebaut und von mehrfachem Graftsystem umgeben. | 34453104 | BW             |
| 53° 32′ 46″ N, 8° 5′ 16″ O | Rüstringen 94, Wurt                       | Größe ca. 85 × 50 m, Höhe über NN 3 m, über Gelände ca. 1 m. Oval. Im N, W und S von Graft begrenzt. Siedlungsgenetische Bedeutung durch Lage im Schaaringer Groden. Lt. Urkatasterkarte 1841 mit Gehöft bebaut und allseitig von Graft umgeben. | 34393652 | BW             |
| 53° 32′ 30″ N, 8° 5′ 20″ O | Rüstringen 95, Wurt                       | Größe ca. 55 × 35 m, Höhe über NN 2,2 m, über Gelände ca. 0,5 m. Oval. Im S durch Graft von der direkt benachbarten Wurt getrennt. Siedlungsgenetische Bedeutung durch Lage in einer kleinen Wurtengruppe im Schaaringer Groden. Lt. Urkatasterkarte 1841 unbebaut. | 34422967 | BW             |
| 53° 32′ 29″ N, 8° 5′ 19″ O | Rüstringen 96, Wurt                       | Größe ca. 75 × 55 m, Höhe über NN 3,6 m, über Gelände ca. 1,5 – 2 m. Oval. Im N, W und S von rechteckiger Graft umgeben. Gesamt-L. 130 m; Br. 70 m; Graft-Br. bis 10 m; tw. verlandet. Siedlungsgenetische Bedeutung durch Lage in einer kleinen Wurtengruppe im Schaaringer Groden. Lt. Urkatasterkarte 1841 mit Gehöft bebaut, das Anfang der 1970er Jahre abgerissen wurde. | 34422929 | BW             |
| 53° 32′ 25″ N, 8° 5′ 21″ O | Rüstringen 97, Wurt                       | Größe ca. 75 × 40 m, Höhe über NN 2,6 m, über Gelände ca. 0,8 m. Oval. Im N durch Graben begrenzt. Siedlungsgenetische Bedeutung durch Lage in einer kleinen Wurtengruppe im Schaaringer Groden. Lt. Urkatasterkarte 1841 unbebaut. | 34422946 | BW             |
| 53° 32′ 21″ N, 8° 5′ 26″ O | Rüstringen 98, Wurt                       | Größe ca. 85 × 50 m, Höhe über NN 2,1 m, über Gelände ca. 0,5 m. Oval. Im S durch Graben begrenzt. Siedlungsgenetische Bedeutung durch Lage in einer kleinen Wurtengruppe im Schaaringer Groden. Lt. Urkatasterkarte 1841 unbebaut. | 34403594 | BW             |
| 53° 32′ 18″ N, 8° 5′ 24″ O | Rüstringen 99, Wurt                       | Größe ca. 80 × 60 m, Höhe über NN 3,2 m, über Gelände ca. 0,7 m. Oval. Im N und W von Graft umgeben, im S von Graben. Im O von Totenweg begrenzt, der bogenförmig um den Wurtfuß herumführt. Siedlungsgenetische Bedeutung durch Lage in einer kleinen Wurtengruppe im Schaaringer Groden. Lt. Urkatasterkarte 1841 mit Gehöft bebaut und allseitig von Graft umgeben. Lt. Oldewage (1969, 204) wurde die II. Neuender Pastorei hier im Jahre 1432 eingerichtet. 1794 wurde hier der bekannte Chemiker Eilhard Mitscherlich geboren. | 34402573 | BW             |
| 53° 32′ 12″ N, 8° 5′ 29″ O | Rüstringen 101, Wurt                      | Größe ca. 70 × 50 m, Höhe über NN 2,2 m, über Gelände ca. 0,6 m. Oval. Im W von Totenweg begrenzt, im N vom Rosenhügelweg. Siedlungsgenetische Bedeutung durch Lage in einer kleinen Wurtengruppe im Schaaringer Groden. Lt. Urkatasterkarte unbebaut. | 34423005 | BW             |
| 53° 32′ 37″ N, 8° 5′ 56″ O | Rüstringen 106, Wurt                      | Größe ca. 70 × 50 m, Höhe über NN 2,25 m, über Gelände ca. 0,7 m. Oval. Im N, W und O von Graben begrenzt. Siedlungsgenetische Bedeutung durch Lage in der kleinen Wurtengruppe Wiemkerei im Schaaringer Groden. Lt. Urkatasterkarte 1841 mit Haus bebaut. | 34426917 | BW             |
| 53° 32′ 42″ N, 8° 5′ 56″ O | Rüstringen 107, Wurt                      | Größe ca. 95 × 50 m, Höhe über NN 3 m, über Gelände ca. 0,5 m. Oval. Im W, NW und tw. im S durch Graben begrenzt. Im N führt der Stadtparkkanal in einem Bogen herum. Siedlungsgenetische Bedeutung durch Lage in der kleinen Wurtengruppe Wiemkerei im Schaaringer Groden. Zwischen den mittelalterlichen Deichen Schaarreihe/Kirchreihe im S und der Altengrodener Rieg im N und NW. Lt. Urkatasterkarte 1841 mit Gehöft bebaut, das 1944 fast restlos ausgebombt wurde. Am heutigen Wohnhaus ist eine Giebelverzierung mit der Jahreszahl 1551 des alten Hofes eingemauert. | 34423447 | BW             |
| 53° 32′ 31″ N, 8° 6′ 32″ O | Rüstringen 108, Wurt                      | Größe ca. 80 × 60 m, Höhe über NN 2,3 m, über Gelände ca. 0,8 m. Oval in Deichlage. Siedlungsgenetische Bedeutung durch Lage im Schaaringer Groden. Lt. Urkatasterkarte 1841 unbebaut. | 34453265 | BW             |
| 53° 32′ 18″ N, 8° 6′ 28″ O | Rüstringen 109, Wurt                      | Größe ca. 100 × 85 m, Höhe über NN 2,6 m, über Gelände ca. 1 m. Oval in Deichlage. Siedlungsgenetische Bedeutung durch Lage im Schaaringer Groden. Älteste urkundliche Erwähnung im Jahre 1450, als der Deichaufseher J. E. Popken auf der Wurt ein Fachwerkhaus errichtet. Nach mehreren Abbrüchen und Wiederaufbauten in den Jahren 1570, 1806 und 1846 erfolgte 1960 der endgültige Abriss. | 34453317 | BW             |
| 53° 32′ 47″ N, 8° 6′ 58″ O | Rüstringen 112, Wurt                      | Größe ca. 75 × 50 m, Höhe über NN 2,3 m, über Gelände ca. 0,3 m. Oval. Mit Ausnahme eines kleinen Grabenrestes im NW ist die ehemalige Graftanlage völlig zugeschüttet. Urkatasterkarte 1841 mit Gehöft bebaut und allseitig von Graft umgeben. | 34453218 | BW             |
| 53° 32′ 57″ N, 8° 6′ 33″ O | Rüstringen 113, Wurt                      | Größe ca. 75 × 50 m, Höhe über NN 2,45 m, über Gelände ca. 0,5 m. Oval. Im N, W und S von Graft begrenzt, im O von der Raabestraße. Lt. Urkatasterkarte 1841 mit Gehöft bebaut und allseitig von Graft umgeben. Gehöft um 1970 abgerissen. | 34453152 | BW             |
| 53° 33′ 11″ N, 8° 6′ 57″ O | Rüstringen 114, Wurt                      | Größe ca. 65 × 45 m, Höhe über NN 2 m, über Gelände ca. 0,5 m. Oval. Im SO von Lenauweg begrenzt. Siedlungsgenetische Bedeutung durch Lage im Neuengroden, direkt am Neuengrodendeich. Lt. Urkatasterkarte 1841 mit kleinerem Haus bebaut. | 34332157 | BW             |
| 53° 33′ 27″ N, 8° 5′ 39″ O | Rüstringen 115, Wurt                      | Größe ca. 75 × 50 m, Höhe über Gelände ca. 0,4 m. Oval. Im O von Zuggraben begrenzt. Siedlungsgenetische Bedeutung durch Lage im Altengroden außerhalb des nördlichsten Deiches am südl. Maadeufer. Lt. Urkatasterkarte 1841 mit Gehöft bebaut. Von dreieckiger Graft mit ca. 100 m Seitenlänge umgeben. | 34332127 | BW             |
| 53° 33′ 32″ N, 8° 6′ 36″ O | Rüstringen 116, Wurt                      | Größe ca. 60 × 45 m, Höhe über NN 3,55 m, über Gelände ca. 1,3 m. Oval. Im N und O direkt vom Deich begrenzt, vermutlich wird der Wurtfuß von dem Deich überdeckt. Siedlungsgenetische Bedeutung durch Lage im Grodengebiet zwischen den Deichen. Vermutlich älter als der Neuengrodendeich, da der nördl. Wurtfuß überdeckt wird. Lt. Urkatasterkarte 1841 mit Haus bebaut. | 34332137 | BW             |
| 53° 33′ 4″ N, 8° 4′ 55″ O  | Rüstringen 120, Wurt                      | Größe ca. 75 × 50 m, Höhe über NN 2,15 m, über Gelände ca. 0,8 m. Oval. Im W und S von Graft eingefasst. Siedlungsgenetische Bedeutung durch Lage im ehemals unbedeichten Grodenland am südl. Maadeufer. Lt. Urkatasterkarte 1841 mit Gehöft bebaut. | 34393526 | BW             |
| 53° 32′ 33″ N, 8° 4′ 44″ O | Rüstringen 122, Wurt                      | Größe ca. 100 × 60 m, Höhe über NN 2,9 m, über Gelände ca. 0,6 m. Oval. Ehemalige Graft fast vollständig verfüllt. Lediglich im NO und O noch als zugewucherter Graben erkennbar. Siedlungsgenetische Bedeutung durch Lage direkt westl. der Altengrodener Riege wenig nördl. der alten Maadeschleife. Lt. Urkatasterkarte 1841 mit Gehöft bebaut und allseitig von Graft umgeben. Gehöft 1966 abgebrochen. | 34393745 | BW             |
| 53° 33′ 51″ N, 8° 6′ 10″ O | Rüstringen 124, Wurt                      | Größe ca. 85 × 75 m, Höhe über NN 2,8 m, über Gelände ca. 1 m. Oval in Deichlage. Gr. Im S von Graft begrenzt, im N und NW von Graben und im O von der Freiligrathstraße. Siedlungsgenetische Bedeutung durch Lage im Zuge des frühneuzeitlichen Deiches. Lt. Urkatasterkarte 1849 mit Gehöft bebaut und fast komplett von Graft umgeben. Im S verläuft die alte Maade. Das Gehöft Kreuzelwerk wurde im Jahre 1956 wegen Baufälligkeit abgerissen. | 28915324 | BW             |
| 53° 34′ 29″ N, 8° 5′ 54″ O | Rüstringen 133, Wurt                      | Größe ca. 95 × 50 m, Höhe über NN 3 m, über Gelände ca. 0,5 m. Oval. Siedlungsgenetische Bedeutung durch Lage unmittelbar an dem von Oldewage (1969, 224f.) rekonstruierten spätmittelalterlichen bzw. frühneuzeitlichen Deichzug um den Fedderwardergroden (vgl. FStNr. 198). Lt. Urkatasterkarte 1849 mit Gehöft bebaut und im S von Graft begrenzt. Im Mtbl. (Ausgabe 1890) eingetragen. | 34303746 | BW             |
| 53° 35′ 4″ N, 8° 5′ 40″ O  | Rüstringen 135, Wurt                      | Größe ca. 100 × 60 m, Höhe über NN 2,3 m, über Gelände ca. 0,5 m. Oval. Im N, W und S von Graft begrenzt. Siedlungsgenetische Bedeutung durch Lage unmittelbar südl. der Mündung des ehemaligen Unterlaufs des Kleinen Fedderwarder Tiefs. Lt. Urkatasterkarte 1849 mit Gehöft bebaut und allseitig von Graft umgeben. | 34252256 | BW             |
| 53° 34′ 52″ N, 8° 5′ 22″ O | Rüstringen 136, Wurt                      | Größe ca. 55 × 45 m, Höhe über NN 2,35 m, über Gelände ca. 0,3 m. Oval. Ehemals von Graft von 90 × 80 m L. eingefasst (Oldewage 1969, 211), die heute vollständig verfüllt ist. Siedlungsgenetische Bedeutung durch Lage im ehemaligen Fedderwardergroden. Lt. Urkatasterkarte 1849 mit Gehöft bebaut. | 34252239 | BW             |
| 53° 34′ 29″ N, 8° 4′ 42″ O | Rüstringen 138, Wurt                      | Größe ca. 65 × 50 m, Höhe über NN 2,45 m, über Gelände ca. 0,7 m. Rundoval. Im O durch Graft begrenzt, im N durch das Kleine Fedderwarder Tief und im SW durch die Inhauser Landstraße. Siedlungsgenetische Bedeutung durch Lage am Mitteldeich im Bereich eines alten Siels am Kleinen Fedderwarder Tief. Lt. Urkatasterkarte 1849 mit Gehöft bebaut und allseitig von Graft umgeben. Das Gehöft wurde im Zweiten Weltkrieg ausgebombt, danach wurde ein Behelfsheim errichtet. | 34244962 | BW             |
| 53° 34′ 26″ N, 8° 4′ 38″ O | Rüstringen 139, Wurt                      | Größe ca. 95 × 75 m, Höhe über NN 2 m, über Gelände ca. 0,8 m. Oval. Im W, S und O von Graben begrenzt, im N reicht der Wurtfuß bis an das Kleine Fedderwarder Tief. Siedlungsgenetische Bedeutung durch Lage am Mitteldeich. Lt. Urkatasterkarte 1849 mit Gehöft bebaut. | 34242596 | BW             |
| 53° 34′ 14″ N, 8° 4′ 49″ O | Rüstringen 140, Wurt                      | Größe ca. 64 × 35 m, Höhe über Gelände ca. 0,5 m. Oval in Deichlage. Im O von Kreuzweg begrenzt. Siedlungsgenetische Bedeutung durch Lage im Zuge des Mitteldeiches. Lt. Urkatasterkarte 1849 mit Gehöft bebaut. | 34246179 | BW             |
| 53° 34′ 6″ N, 8° 4′ 50″ O  | Rüstringen 141, Wurt                      | Größe ca. 50 × 25 m, Höhe über Gelände ca. 0,5 m. Oval in Deichlage. Im O von Kreuzweg begrenzt. Siedlungsgenetische Bedeutung durch Lage im Zuge des Mitteldeiches. | 34348661 | BW             |
| 53° 33′ 42″ N, 8° 4′ 50″ O | Rüstringen 143, Wurt                      | Größe ca. 90 × 50 m, Höhe über NN 2,25 m, über Gelände ca. 0,5 m. Oval in Deichlage. Von Graben umgeben. Siedlungsgenetische Bedeutung durch Lage im Zuge des Mitteldeiches. Lt. Urkatasterkarte 1849 mit Gehöft bebaut. | 34348633 | BW             |
| 53° 33′ 46″ N, 8° 4′ 6″ O  | Rüstringen 144, Wurt                      | Größe ca. 90 × 65 m, Höhe über NN 2,05 m, über Gelände ca. 0,6 m. Oval in Deichlage. Allseitig von rechteckiger Graft von 115 × 80 m L. umgeben. Siedlungsgenetische Bedeutung durch Lage im Zuge des mittelalterlichen Deiches. Lt. Urkatasterkarte 1849 mit Gehöft bebaut und von rechteckiger Graftanlage eingefasst. | 34324300 | BW             |
| 53° 33′ 54″ N, 8° 4′ 1″ O  | Rüstringen 145, Wurt                      | Durchmesser ca. 70 m, Höhe über NN 2,35 m, über Gelände ca. 0,5 m. Annähernd rund in Deichlage. Im W und O begrenzt von deichbegleitenden Gräben, im N unmittelbar an die benachbarte grenzend. Siedlungsgenetische Bedeutung durch Lage im Zuge des mittelalterlichen Deiches. Lt. Urkatasterkarte war der S-Bereich der Wurt 1849 mit einem Köterhaus bebaut. | 34324321 | BW             |
| 53° 33′ 56″ N, 8° 4′ 3″ O  | Rüstringen 146, Wurt                      | Größe ca. 75 × 65 m, Höhe über NN 2,4 m, über Gelände ca. 0,5 m. Oval in Deichlage. Im W und O durch deichbegleitende Gräben begrenzt, im S an die benachbarte angrenzend. Siedlungsgenetische Bedeutung durch Lage im Zuge des mittelalterlichen Deiches. Lt. Urkatasterkarte 1849 mit Gehöft bebaut. | 34324371 | BW             |
| 53° 34′ 5″ N, 8° 4′ 9″ O   | Rüstringen 147, Wurt                      | Größe ca. 85 × 95 m, Höhe über NN 2,15 m, über Gelände ca. 0,5 m. Oval in Deichlage. Im N, O und S von Graben begrenzt, im W ist noch ein kurzes Graftteilstück erhalten. Siedlungsgenetische Bedeutung durch Lage im Zuge des mittelalterlichen Deiches. Die Hofstelle war im Jahre 1580 im Besitz des Drosten Jürgen Berlage von Kniphausen. Im Garten lag 1969 lt. Oldewage (1969, 212) ein größeres Stück einer Gedenktafel von 1666 mit Familiennamen und Wappen Barlauw. In der Giebelwand des Wirtschaftsgebäudes befand sich lt. Oldewage (1969, 212) eine Tafel mit Bibelspruch und zwei Wappen, anno 157?. Lt. Urkatasterkarte 1849 mit Gehöft bebaut und im W, S und O von Graft umgeben.                                                              | 34348579 | BW             |
| 53° 34′ 14″ N, 8° 4′ 12″ O | Rüstringen 148, Wurt                      | Größe ca. 100 × 50 m, Höhe über NN 2 m, über Gelände ca. 1 m. Nierenförmig in Deichlage. Im N, O und S durch Graben begrenzt, im W durch Graft. Besondere siedlungsgenetische Bedeutung durch Lage im Anschlusspunkt zweier Deiche wenig südl. des Kleinen Fedderwarder Tiefs. Lt. Urkatasterkarte 1849 mit Gehöft bebaut. | 34247575 | BW             |
| 53° 34′ 15″ N, 8° 3′ 47″ O | Rüstringen 149, Wurt                      | Durchmesser ca. 50 m, Höhe über Gelände ca. 0,3 m. Rund in Deichlage. Im O durch Graben begrenzt, im W durch neu angelegten Zufahrtsweg zu den Kavernen. Im S verlief ehemals ein Graben, der heute noch als Senke erkennbar ist. Siedlungsgenetische Bedeutung durch Lage im Zuge des mittelalterlichen Deiches Steindamm. Lt. Urkatasterkarte 1849 mit Gehöft bebaut. | 34249698 | BW             |
| 53° 34′ 9″ N, 8° 3′ 35″ O  | Rüstringen 150, Wurt                      | Größe ca. 70 × 50 m, Höhe über NN 2,5 m, über Gelände ca. 0,7 m. Oval in Deichlage. Im N und W von Wegen begrenzt. Siedlungsgenetische Bedeutung durch Lage im Zuge des mittelalterlichen Schilldeiches. Lt. Urkatasterkarte 1849 mit Gehöft bebaut. | 34304180 | BW             |
| 53° 34′ 3″ N, 8° 3′ 37″ O  | Rüstringen 151, Wurt                      | Größe ca. 65 × 55 m, Höhe über Gelände ca. 0,5 m. Oval in Deichlage. Im N, W und S von Graben begrenzt. Der östl. Graben in den 1930er Jahren verfüllt. Siedlungsgenetische Bedeutung durch Lage im Zuge des mittelalterlichen Schilldeiches. Lt. Urkatasterkarte 1849 mit Gehöft bebaut. | 34304239 | BW             |
| 53° 33′ 35″ N, 8° 3′ 33″ O | Rüstringen 153, Wurt                      | Größe ca. 80 × 50 m, Höhe über NN 2,1 m, über Gelände ca. 0,5 m. Oval in Deichlage. Im W und O durch Graben begrenzt, im NW ein Graftrest erhalten. Siedlungsgenetische Bedeutung durch Lage im Zuge des mittelalterlichen Schilldeiches. Gehörte ehemals zum Kniphauser Burgbesitz und war Drostensitz. Lt. Urkatasterkarte 1849 mit Gehöft bebaut. | 34323602 | BW             |
| 53° 33′ 29″ N, 8° 3′ 34″ O | Rüstringen 154, Wurt                      | Größe ca. 80 × 60 m, Höhe über NN 2 m, über Gelände ca. 0,5 m. In Deichlage. Im W und S durch Graben begrenzt. Siedlungsgenetische Bedeutung durch Lage im Zuge des mittelalterlichen Schilldeiches. Lt. Urkatasterkarte 1849 mit Gehöft bebaut. | 34323613 | BW             |
| 53° 33′ 5″ N, 8° 3′ 41″ O  | Rüstringen 155, Dorfwurt                  | Durchmesser ca. 150 m, Höhe über NN 3,5 m, über Gelände ca. 1 m. Rundoval in Deichlage. Im N und O durch Graben bzw. Graft begrenzt, im SW durch Wirtschaftsweg. Südl. durch neu angelegten Wirtschaftsweg markiert. | 28915316 | BW             |
| 53° 33′ 12″ N, 8° 4′ 13″ O | Rüstringen 156, Dorfwurt                  | Größe ca. 90 × 50 m, Höhe über Gelände ca. 0,5 m. Oval in Deichlage. Im N direkt an das Große Fedderwarder Tief grenzend. Herrschaftliches Vorwerk bzw. Grashaus. Bereits im 15. Jh. lt. Schipper (1967) ein Lösch- und Ladeplatz. Lt. urkundlicher Überlieferung wurde um 1480 von Häuptling Iko Onneken von Kniphausen neben dem kleinen Hafen das Hohewerther Grashaus eingerichtet. Bis zum Jahre 1623 blieb es im Besitz der Häuptlinge von Kniphausen. Danach ging es bis 1667 in das Eigentum Graf Anton Günthers von Oldenburg über. Bis 1854 war es im Besitz der Grafen zu Aldenburg und der Bentincks. Lt. Urkatasterkarte 1849 mit Gehöft bebaut. | 34348597 | BW             |
| 53° 33′ 5″ N, 8° 3′ 28″ O  | Rüstringen 158, Wurt                      | Größe ca. 70 × 40 m, Höhe über NN 2,5 m, über Gelände ca. 0,8 m. Oval. Allseitig von einer 8 m breiten rechteckigen Graft umgeben. Graft-L. 90 × 60 m. Wassergräben und erhöhte Burgfläche sind erhalten. Erdboden ist durchsetzt mit Backsteinbrocken und Kalkmörtel. Woebcken (1943, 34f.) und Janßen (1977) vermuten, dass es sich bei dieser Wurt möglicherweise um das historisch überlieferte „Knipens“ bzw. „Kripens“ handelt. Lt. Urkatasterkarte 1849 unbebaut. | 28915317 | BW             |
| 53° 33′ 1″ N, 8° 3′ 10″ O  | Rüstringen 159, Burg Kniphausen           | Größe ca. 350 × 300 m. Großflächige Burganlage mit Bastionärsbefestigung und Außengraben. Von der mehrphasigen Burganlage sind heute erhalten: ein leicht erhöhter Burgplatz, L. ca. 120 m; H. + 2,8 m NN; H. über umgebendem Gelände ca. 0,5 m. Zwei Teilstücke des südl. Graftbereichs der im Jahre 1708 abgebrannten Hauptburg, der wasserführende Außengraben mit einer Br. von 15 – 20 m sowie im S-Bereich der Wall und Reste der S- und O-Bastion des äußeren Befestigungsringes; H. ca. 1 m. | 28915318 | BW             |
| 53° 33′ 16″ N, 8° 2′ 57″ O | Rüstringen 160, Wurt                      | Durchmesser ca. 90 m, Höhe über NN 3,65 m, über Gelände ca. 1,5 m. Rund. Im O durch Graben begrenzt. Auffallend hoch und groß. Form und Größe deuten auf eine Entstehungszeit im frühen oder hohen Mittelalter hin. Lt. Woebcken (1943, 34) könnte es sich um das historisch überlieferte „Knipens“ bzw. „Kripens“ handeln. Im Jahre 1624 als „Wilkens Warf“ genannt und mit einem Haus bebaut (Woebcken 1943, 34). Lt. Urkatasterkarte 1849 unbebaut. | 28915319 | BW             |
| 53° 33′ 10″ N, 8° 2′ 55″ O | Rüstringen 162, Wurt                      | Größe ca. 95 × 55 m, Höhe über NN 2,2 m, über Gelände ca. 0,5 m. Oval. Siedlungsgenetische Bedeutung durch Lage in einer kleinen Gruppe zwischen dem Großen Fedderwarder Tief und dem Mansfelder Weg. Lt. Woebcken (1943, 27) wurde der Hof im 17. Jh. von einer Familie Frantzen bewirtschaftet, wodurch die Namen Frankenriege bzw. Franke-Riege für den Mansfelder Weg und Groß Frankreich für die Hofstelle entstanden. Lt. Urkatasterkarte 1849 mit Gehöft bebaut. | 34323655 | BW             |
| 53° 32′ 18″ N, 8° 4′ 2″ O  | Rüstringen 163, Wurt                      | Größe ca. 80 × 55 m, Höhe über Gelände ca. 0,5 m. Oval. Im W von Graben begrenzt. Siedlungsgenetische Bedeutung durch Lage im Zuge des spätmittelalterlichen bzw. frühneuzeitlichen Deiches Schnapp am nördl. Maadeufer. Lt. Urkatasterkarte 1849 mit Gehöft bebaut. | 34349647 | BW             |
| 53° 32′ 33″ N, 8° 3′ 29″ O | Rüstringen 165, Wurt                      | Größe ca. 70 × 50 m, Höhe über NN 1,97 m, über Gelände ca. 0,5 m. Oval in Deichlage. Im O von der Fedderwarder Landstraße begrenzt. Siedlungsgenetische Bedeutung durch Lage in einer kleinen Wurtengruppe direkt am Schilldeich. Lt. Urkatasterkarte 1850 mit Gehöft bebaut. | 34332471 | BW             |
| 53° 32′ 23″ N, 8° 3′ 8″ O  | Rüstringen 166, Wurt                      | Größe ca. 95 × 45 m, Höhe über NN 2,55 m, über Gelände ca. 0,5 m. Langoval in Deichlage. Im W-Bereich ehemalige Graft noch an drei Seiten erhalten. Östlichste Wurt der Deichreihensiedlung Langewerth. Siedlungsgenetische Bedeutung durch Lage im Zuge des Schilldeiches. Lt. Urkatasterkarte 1850 mit Gehöft bebaut und allseitig von rechteckiger Graft umgeben. | 34332544 | BW             |
| 53° 32′ 20″ N, 8° 3′ 2″ O  | Rüstringen 167, Wurt                      | Größe ca. 65 × 40 m, Höhe über Gelände ca. 0,5 m. Oval in Deichlage. Der Umriss ist durch Neubebauung mit Wohnhäusern nicht mehr deutlich zu erkennen. Bestandteil der Deichreihensiedlung Langewerth. Siedlungsgenetische Bedeutung durch Lage im Zuge des Schilldeiches. Aufgrund des äußeren Erscheinungsbildes jünger als der Deich. Lt. Urkatasterkarte 1850 mit Gehöft bebaut und im N, W und O von Graft umgeben. | 34332554 | BW             |
| 53° 32′ 19″ N, 8° 2′ 57″ O | Rüstringen 168, Wurt                      | Größe ca. 75 × 50 m, Höhe über NN 3 m, über Gelände ca. 0,7 m. Langoval in Deichlage. In ihrer Ausrichtung quer zum Deich ist zu vermuten, dass sie schon vor Anlage des Deiches bestand. Teil der Deichreihensiedlung Langewerth. Siedlungsgenetische Bedeutung durch Lage im Zuge des Schilldeiches. Lt. Urkatasterkarte 1850 mit Gehöft bebaut. | 34332564 | BW             |
| 53° 32′ 17″ N, 8° 2′ 59″ O | Rüstringen 169, Wurt                      | Größe ca. 45 × 35 m, Höhe über NN 2,2 m, über Gelände ca. 0,5 m. Oval in Deichlage. Klein, flach auslaufend. Bestandteil der Deichreihensiedlung Langewerth. Siedlungsgenetische Bedeutung durch Lage im Zuge des Schilldeiches. Lt. Urkatasterkarte 1850 mit kleinem Gehöft bebaut. | 34332576 | BW             |
| 53° 32′ 16″ N, 8° 2′ 56″ O | Rüstringen 170, Wurt                      | Größe ca. 80 × 60 m, Höhe über NN 2,75 m, über Gelände ca. 0,8 m. Oval in Deichlage. Im NO durch Graben begrenzt. Vermutlich älter als der Schilldeich. Bestandteil der Deichreihensiedlung Langewerth. Siedlungsgenetische Bedeutung durch Lage im Zuge des Schilldeiches. Lt. Urkatasterkarte 1850 mit Gehöft bebaut. | 34332660 | BW             |
| 53° 32′ 16″ N, 8° 2′ 52″ O | Rüstringen 171, Wurt                      | Größe ca. 75 × 35 m, Höhe über NN 2,55 m, über Gelände ca. 0,7 m. Langoval in Deichlage. Lt. Krämer (1981) scheint die Wurt jünger als der Deich zu sein. Klärung ist nur durch archäologische Untersuchungen zu erreichen. Bestandteil der Deichreihensiedlung Langewerth. Siedlungsgenetische Bedeutung durch Lage im Zuge des Schilldeiches. Lt. Urkatasterkarte 1850 mit Gehöft bebaut und im N, W und O von Graft umgeben. | 34332730 | BW             |
| 53° 32′ 11″ N, 8° 2′ 46″ O | Rüstringen 172, Wurt                      | Durchmesser ca. 65 m, Höhe über NN 2,45 m, über Gelände ca. 0,5 m. Annähernd rund in Deichlage. Im NW breiter wasserführender Graftrest erhalten; im SO Graben. Lt. Krämer (1981) deutet die Anlage der Wurt darauf hin, dass sie unter Umständen älter als der Schilldeich ist und als hochmittelalterliche Ausbauwurt der Dorfwurt Wierth angelegt wurde. Bestandteil der Deichreihensiedlung Langewerth. Siedlungsgenetische Bedeutung durch Lage im Zuge des Schilldeiches. Lt. Urkatasterkarte 1850 mit Gehöft bebaut und allseitig von einer Graft eingefasst. | 34332755 | BW             |
| 53° 32′ 7″ N, 8° 2′ 45″ O  | Rüstringen 173, Wurt                      | Größe ca. 70 × 45 m, Höhe über NN 1,88 m, über Gelände ca. 0,3 m. Langoval in Deichlage. Flach auslaufend. Die direkt nordwestl. vorbeiführende Landstraße ist hier deutlich erhöht. Graftrest im SO erhalten. Bestandteil der Deichreihensiedlung Langewerth. Siedlungsgenetische Bedeutung durch Lage im Zuge des Schilldeiches. Lt. Urkatasterkarte 1850 mit Gehöft bebaut. | 34332797 | BW             |
| 53° 32′ 4″ N, 8° 2′ 41″ O  | Rüstringen 174, Wurt                      | Größe ca. 60 × 45 m, Höhe über NN 2,65 m, über Gelände ca. 0,6 m. Oval in Deichlage. Im SW und SO durch Graft begrenzt, im NO durch Graben. Bestandteil der Deichreihensiedlung Langewerth. Siedlungsgenetische Bedeutung durch Lage im Zuge des Schilldeiches. Lt. Krämer (1981) deutet die Anlage der Wurt darauf hin, dass die Wurt älter als der Deich ist. Lt. Urkatasterkarte 1850 mit Gehöft bebaut und von Graftanlage umgeben. | 34332822 | BW             |
| 53° 32′ 4″ N, 8° 2′ 37″ O  | Rüstringen 175, Wurt                      | Größe ca. 70 × 45 m, Höhe über NN 2,65 m, über Gelände ca. 0,5 m. Oval in Deichlage. Im NW von Graft begrenzt. Bestandteil der Deichreihensiedlung Langewerth. Siedlungsgenetische Bedeutung durch Lage im Zuge des Schilldeiches. Lt. Urkatasterkarte 1850 mit Gehöft bebaut. | 34332850 | BW             |
| 53° 32′ 2″ N, 8° 2′ 35″ O  | Rüstringen 176, Wurt                      | Größe ca. 65 × 45 m, Höhe über NN 2,5 m, über Gelände ca. 0,5 m. Oval in Deichlage. Bestandteil der Deichreihensiedlung Langewerth. Siedlungsgenetische Bedeutung durch Lage im Zuge des Schilldeiches. Lt. Urkatasterkarte 1850 mit Gehöft bebaut. | 34332876 | BW             |
| 53° 31′ 59″ N, 8° 2′ 36″ O | Rüstringen 177, Wurt                      | Größe ca. 65 × 50 m, Höhe über NN 2,45 m, über Gelände ca. 1 m. Oval in Deichlage. Im NW-Bereich an der Grenze zu Kleingartengrundstück abgetragen und steil geböscht. Bestandteil der Deichreihensiedlung Langewerth. Siedlungsgenetische Bedeutung durch Lage im Zuge des Schilldeiches. Lt. Urkatasterkarte 1850 unbebaut. | 34453850 | BW             |
| 53° 32′ 13″ N, 8° 2′ 35″ O | Rüstringen 179, Dorfwurt                  | Größe ca. 185 × 155 m, Höhe über NN 3,65 m, über Gelände ca. 2 m. Rundoval. Allseitig von Graben umgeben und sehr gut erhalten. Der bis 1930 erhaltene Fething wurde nach dem Bau einer Wasserleitung verfüllt. Aufgrund der Untersuchungsergebnisse einer Notbergung wurde eine frühmittelalterliche Besiedlungsphase des 8./9. Jhs. festgestellt, möglicherweise aber bereits in der römischen Kaiserzeit entstanden. Lt. Urkatasterkarte 1850 mit einem Gehöft und sieben Wohnhäusern bebaut. | 28915320 | BW             |
| 53° 31′ 54″ N, 8° 2′ 28″ O | Rüstringen 180, Wurt                      | Durchmesser ca. 100 m, Höhe über NN 2,75 m, über Gelände ca. 0,7 m. Rund in Deichlage. Siedlungsgenetische Bedeutung durch Lage im Zuge des Schilldeiches. Lt. Urkatasterkarte 1850 mit kleinem Haus und Gehöft bebaut, jedoch an anderer Stelle als heute. | 34453826 | BW             |
| 53° 31′ 55″ N, 8° 2′ 17″ O | Rüstringen 181, Wurt                      | Größe ca. 90 × 65 m, Höhe über NN 2,5 m, über Gelände ca. 0,8 m. Oval in Deichlage (?). Im N und O vom Accumer Tief begrenzt, im W durch Graben und im S durch die Roffhauser Landstraße. Siedlungsgenetische Bedeutung durch Lage im Zuge bzw. in direkter Nähe des Schilldeiches. Lt. Krämer (1981) vermutlich mittelalterliche Ausbausiedlung der nördl. gelegenen Dorfwurt Wierth. Lt. Urkatasterkarte 1850 mit einem Gehöft bebaut. | 34453900 | BW             |
| 53° 31′ 24″ N, 8° 2′ 58″ O | Rüstringen 182, Wurt                      | Größe ca. 75 × 55 m, Höhe über NN 2,35 m, über Gelände ca. 0,8 m. Oval. Im O durch Graft begrenzt, im S durch Graben und im W durch das Accumer Tief. Ehemaliger nördl. Graben weitgehend verfüllt, aber noch als Geländesenke erkennbar. Siedlungsgenetische Bedeutung durch Lage an altem Siel und an dem spätmittelalterlichen Maadedeich. Lt. Urkatasterkarte 1850 mit Gehöft bebaut. | 34454017 | BW             |
| 53° 31′ 26″ N, 8° 3′ 2″ O  | Rüstringen 183, Wurt                      | Größe ca. 70 × 45 m, Höhe über NN 2,15 m, über Gelände ca. 0,5 m. Oval. Im W durch breite Graft begrenzt, im O und N durch Graben. Siedlungsgenetische Bedeutung durch Lage direkt an dem spätmittelalterlichen Maadedeich. Lt. Urkatasterkarte 1850 mit Gehöft bebaut. | 34453958 | BW             |
| 53° 31′ 52″ N, 8° 8′ 16″ O | Rüstringen 185, Deich                     | Ringdeich, der eine Fläche von max. 1,7 (O–W) × 0,9 km um die Dorfwurt Heppens herum umgab. L. insgesamt 4,2 km. Deichkörper unterschiedlich erhalten. Auf der Urkatasterkarte von 1841 einwandfrei und lückenlos nachweisbar. Das umgebene Land wird bezeichnenderweise „Binnenland“ genannt. Vermutlich ältester erhaltener Deich im Gebiet der Stadt Wilhelmshaven. - Teilstück ID: 35300987 | 35300952 | BW             |
| 53° 31′ 50″ N, 8° 3′ 55″ O | Rüstringen 186, Deich                     | Vom N-Bereich des Wohnplatzes Mariensiel nach NO ziehend zur Dorfwurt Schaar. Östl. der Dorfwurt nach SO um und verläuft südl. parallel der Straße über Hörne bis zur heutigen Bismarckstraße. Dort auf den Altdeich Ebkeriege. L. im Gebiet der Gmkg. 3,9 km. Unterschiedlich erhalten. Sohl-Br. 25 – 30 m, H. bis 0,7 m; Deichverlauf anhand der Parzellenstruktur teilweise noch nachvollziehbar. - Teilstück ID: 35298649 | 35298622 | BW             |
| 53° 32′ 51″ N, 8° 4′ 50″ O | Rüstringen 187, Deich                     | Von der Dorfwurt Schaar am Altengrodener Weg nach N bzw. NO bis zur Wurt verlaufend, von dort nach SO umbiegend bis zum O-Bereich des Stadtparkgeländes, dann direkt westl. parallel des Neuengrodener Weges nach SSW führend. Ca. 170 m östl. der Wurt Anschluss an den Deich Kirchreihe. L. im Gebiet der Gmkg. ca. 5,2 km. Unterschiedlich erhalten. Teils H. bis ca. 0,3 m, aber auch streckenweise kaum noch erkennbar. Der Deichverlauf ist durch die erhaltene Parzellenstruktur noch gut nachvollziehbar. Sohl-Br. ca. 25 m, H. 0,8 m. - Teilstück ID: 35300161 | 35300060 | BW             |
| 53° 31′ 31″ N, 8° 4′ 49″ O | Rüstringen 188, Deich                     | Von Mariensiel nach NO ziehend im Verlauf der Ebkeriege, bei der Gehöftwurt Junkerei nach S abbiegend und über die Dorfwurt Hessens hinweg bis ca. 150 m südl. des heutigen Ems-Jade-Kanals führend. Von dort in geschwungenem Verlauf nach NW führend bis Mariensiel. Der südl. Bereich liegt in der Gmkg. Wilhelmshaven, der größere nördl. Bereich in der Gmkg. Rüstringen. Ringdeich, der eine Fläche von max. 2,1 × 1 km umgab. Gesamt-L. 5,5 km. Unterschiedlich erhalten. Lt. Reinhardt (1979, 17ff.) Ringdeich, der im 11./12. Jh. gelegt wurde, um die Ackerflächen der Dorfwurt Hessens vor sommerlichen Überflutungen zu schützen. - Teilstück ID: 35301200                                                                                            | 35301116 | BW             |
| 53° 34′ 14″ N, 8° 3′ 36″ O | Rüstringen 193, Deich                     | Im SW bei Roffhausen an den Deich Gmkg. Schortens anschließend. Von dort nach NO führend im Zuge bzw. direkt parallel zur Roffhauser Landstraße über Langewerth nach Antonslust. Der weitere Verlauf führt über die Dorfwurt Hohewerth nach N. L. im Gebiet der Gmkg. ca. 5,5 km. Unterschiedlich erhalten. - Teilstück ID: 35298981 | 35298874 | BW             |
| 53° 34′ 15″ N, 8° 3′ 55″ O | Rüstringen 194, Deich                     | Beginnt im S bei Accumersiel, führt am nördl. Maadeufer entlang über Rundum und Heiligengroden zum Hohewerther Grashaus, von dort Fortsetzung nach N bis zum Steindamm, wo er nach W als südl. Deich zum Kleinen Fedderwarder Tief abknickt und nach ca. 600 m auf den Schilldeich/Sengwarder Altendeich trifft. L. im Gebiet der Gmkg. ca. 6,2 km. Unterschiedlich erhalten. - Teilstück ID: 35298155 | 35298121 | BW             |
| 53° 34′ 23″ N, 8° 4′ 45″ O | Rüstringen 195, Deich                     | Im SW-Anschluss an den Schnappdeich, von dort im Verlauf des ehemaligen Coldeweier Weges in ca. W–O-Ausrichtung bis Helderei führend und dort nach NNO bzw. N abknickend bis Sengwarder Mitteldeich. L. im Gebiet der Gmkg. ca. 2,65 km. Unterschiedlich erhalten. Sohl-Br. ca. 20 m, H. bis ca. 0,5 m. - Teilstück ID: 35298805 | 35298766 | BW             |
| 53° 34′ 17″ N, 8° 4′ 31″ O | Rüstringen 197, Deich                     | | 35298714 | BW             |
| 53° 33′ 31″ N, 8° 6′ 13″ O | Rüstringen 199, Deich                     | Vom Kreuzelwerk in N–S-Richtung die Maade kreuzend und in Höhe der heutigen Abzweigung des Lönsweges von der Freiligrathstraße auf den Altdeich stoßend. L. im Gebiet der Gmkg. 1,2 km. Unterschiedlich erhalten. Sohl-Br. bis ca. 25 m, H. bis 1 m. - Teilstück ID: 35297593 | 26966721 | BW             |
| 53° 34′ 29″ N, 8° 6′ 17″ O | Rüstringen 201, Deich                     | Von der Maade bei Rüstersiel nach N führend durch das Gewerbegebiet Hörn bis zur Hünefelder Trift bei Hörn. Ca. 80 m südl. der heutigen Posener Str. Anschluss an den Altdeich. In Rüstersiel Anschluss an den 1. und 2. Rüstringer Siel. L. im Gebiet der Gmkg. 1,3 km. Unterschiedlich erhalten. Sohl-Br. ca. 25 m, H. 0,6 – 0,8 m, Krone teilweise verschliffen. In den 1930er Jahren vom Reichsarbeitsdienst bis auf den heutigen Zustand abgetragen. Dabei zeigte sich eine dreimalige Deicherhöhung. Um 1590 gelegt, zur Zeit des 2. Kniphauser Siels. Bis 1928 als Seedeich in Funktion. - Teilstück ID: 35297479 | 26966920 | BW             |
| 53° 33′ 31″ N, 8° 6′ 36″ O | Rüstringen 202, Deich                     | Von Rüstersiel nach SO bis zur Observatoriumswurt führend. Im SO Fortsetzung in Gmkg. Wilhelmshaven. L. im Gebiet der Gmkg. 3,8 km. Fast auf voller L. hervorragend erhalten, lediglich im Ortsbereich Rüstersiel durch Bebauung zerstört. Sohl-Br. bis 30 m, H. zum Binnenland bis 4 m, H. seewärts bis 3 m, trapezförmiges Profil, - Teilstück ID: 35297171 | 28915313 | BW             |
| 53° 35′ 31″ N, 8° 5′ 38″ O | Rüstringen 203, Deich                     | Im N der Gmkg. Rüstringen vom Inhausersieler Deich abzweigend und von dort nach SSO führend. Im S Anschluss an den Hörndeich bei der „Hünefelder Trift“ bei Hörn. Westl. Begrenzung des Stadtteils Voslapp. L. im Gebiet der Gmkg. 2,4 km. Unterschiedlich erhalten. Sohl-Br. bis ca. 20 m, H. über umgebendem Gelände bis ca. 3,5 m. Im Jahre 1718 gelegt zur Eindeichung des 54 ha umfassenden Schönengrodens. - Teilstück ID: 35297805 | 35297787 | BW             |
| 53° 36′ 26″ N, 8° 4′ 43″ O | Rüstringen 204, Deich                     | Im N-Zipfel der Gmkg. bei Inhausersiel an den südl. Flügeldeich des Sielhafenortes Inhausersiel anschließend und von dort direkt parallel zur Gemarkungsgrenze nach SO führend. Auf Höhe des Wohnplatzes Alt-Voslapp biegt der Deich nach SW um und setzt sich in der Gmkg. Sengwarden fort. L. im Gebiet der Gmkg. ca. 2,9 km. Zum größten Teil hervorragend erhalten. Sohl-Br. ca. 25 – 50 m, H. über umgebendem Gelände ca. 0,5 – 0,7 m und 5 – 6 m, unsymmetrisch trapezförmiges Profil. Wurde vor 1650 gelegt und war teils bis zur Aufspülung und Eindeichung des Voslapper Grodens Anfang der 1970er Jahre als Seedeich in Funktion. Vermutlich entspricht der Deichverlauf demjenigen des ältesten mittelalterlichen Seedeiches. - Teilstück ID: 35297315 | 26966961 | BW             |
| 53° 35′ 25″ N, 8° 6′ 25″ O | Rüstringen 208, Deich                     | Bei Rüstersiel im S an den Hörndeich anschließend, von dort ca. 600 m nach O führend und dann nach N umbiegend. Direkt nördl. des heutigen Stadtteils Voslapp Anschluss bzw. Fortsetzung des Inhausersieler Deiches. L. im Gebiet der Gmkg. 5,1 km. Sohl-Br. ca. 30 m; H. ca. 5 m. Unregelmäßig trapezförmiges Profil. Auf voller L. gut erhalten. Voslapper-Rüstersieler Seedeich aus dem Jahre 1928, mit dem der Bau- und Waagegroden bei Voslapp bzw. Kniphausersiel/Rüstersiel eingedeicht wurde. Heute als sog. 2. Deichlinie in den aktiven Küstenschutz mit einbezogen. - Teilstück ID: 35297426 | 28943451 | BW             |
| 53° 32′ 34″ N, 8° 3′ 26″ O | Rüstringen 212, Wurt                      | Durchmesser ca. 35 m, Höhe über NN 1,65 m, über Gelände ca. 0,5 m. Rund. Im N und W von Graben begrenzt. Siedlungsgenetische Bedeutung durch Lage in einer kleinen Wurtengruppe direkt am Schilldeich. Älteste urkundliche Erwähnung im Jahre 1511: „Helleland“, 1536: „tor Helle“, 1587: „Egget Hillers zur Helle“ (nach Krämer 1981). Lt. Urkatasterkarte 1850 unbebaut und allseitig von Graft umgeben. | 34332491 | BW             |
| 53° 32′ 32″ N, 8° 3′ 25″ O | Rüstringen 213, Wurt                      | Größe ca. 75 × 50 m, Höhe über NN 2,15 m, über Gelände ca. 0,5 m. Oval. Im W und N von Graben begrenzt, südl. Graft ist verfüllt. Siedlungsgenetische Bedeutung durch Lage in einer kleinen Wurtengruppe direkt am Schilldeich. Lt. Urkatasterkarte 1850 mit Gehöft bebaut und im S von breiter Graft begrenzt. | 34332481 | BW             |
| 53° 32′ 16″ N, 8° 2′ 42″ O | Rüstringen 214, Wurt                      | Größe ca. 100 × 60 m, Höhe über NN 2,55 m, über Gelände ca. 0,8 m. Oval. Wegen der Bebauung und tw. jüngerer Aufschüttungen ist der Umriss der Wurt nicht mehr genau zu erfassen. Siedlungsgenetische Bedeutung durch Lage in einer kleinen Wurtengruppe, direkt nordwestl. des Schilldeiches. Lt. Urkatasterkarte 1850 unbebaut. | 34332922 | BW             |
| 53° 30′ 50″ N, 8° 3′ 38″ O | Rüstringen 219, Wurt                      | Durchmesser ca. 30 m, Höhe über Gelände ca. 0,5 m. Rundoval. Durch Graben von der direkt westl. gelegenen Wurt getrennt. Auf der Urkatasterkarte 1841 (Ksp. Neuende, Flur 10) unbebaut. | 34761416 | BW             |
| 53° 32′ 55″ N, 8° 6′ 46″ O | Rüstringen 220, Deich                     | L. im Gebiet der Gmkg. 4,3 km. Unterschiedlich erhalten, Sohl-Br. ca. 25 m, H. bis 0,5 m. Spätmittelalterlich, genaue Datierung unklar. Lt. Reinhardt (1979, 17ff.) vermutlich um 1400 gelegt, lt. Oldewage (1969) um 1520 gelegt, lt. Eindruck in Bodenkarte von Niedersachsen 1 : 25 000 (1970) im Jahre 1450 gelegt. - Teilstück ID: 35299433 | 35299312 | BW             |
| 53° 33′ 53″ N, 8° 6′ 22″ O | Rüstringen 223, Infanteriewerk Rüstersiel | Fort mit unregelmäßig länglichem Grundriss, von breiter wasserführender Graft vollständig umgeben. Zugang von SO. Gesamt-L. 420 m (SW-NO); gr. Br. 265 m; Graft-Br. bis 70 m. Unter einem bis zu 6 m hohen Wall sind vor allem an der nach NNW ausgerichteten Langseite Reste von Kasematten und Bunkern in Ziegelbauweise erhalten. In der Innenfläche mehrere vorwiegend neue Gebäude der Vogelwarte Helgoland sowie ein Betonbunker aus dem Zweiten Weltkrieg. | 28942143 | BW             |
| 53° 32′ 32″ N, 8° 4′ 22″ O | Rüstringen 224, Fort                      | Größe ca. 360 × 210 m. Halbmondförmiger Grundriss. Nach NW von Wall und vorgelagerter Graft geschützt. Ursprüngliche Wall-Br. nicht mehr feststellbar. Erhaltene Wall-H. bis ca. 2 m. Graft-Br. ca. 30 m, wasserführend. Sehr gut erhalten. Lediglich im SO-Bereich verfüllt. Gesamte Innenfläche mit moderner Wohnsiedlung bebaut. | 26962694 | BW             |
| 53° 30′ 52″ N, 8° 5′ 14″ O | Rüstringen 241, Arbeitslager              | Das Konzentrationslager Wilhelmshaven bestand während der Zeit des Nationalsozialismus vom 17. September 1944 bis zum 5. April 1945. Es wird auch als Lager „Alter Banter Weg“ bezeichnet und war ein Außenlager des Konzentrationslagers Neuengamme in Hamburg. Das Außenlager umfasst eine Fläche von 200 × 100 m und war mit neun Gebäuden bebaut. Das Lagergelände umfasst insgesamt 27 ha und gelangte 1947 in den Besitz der Stadt Wilhelmshaven, die noch im selben Jahr die Baracken abbrechen ließ. Heute sind nur noch Fundamentreste der Gebäude erhalten. | 40588896 | BW             |

## Sengwarden
| Lage                       | Bezeichnung                       | Beschreibung | ID       | Bild |
| -------------------------- | --------------------------------- | --- | -------- | ---- |
| 53° 35′ 37″ N, 8° 4′ 48″ O | Sengwarden 2, Wurt                | Größe ca. 70 × 50 m, Höhe über NN 1,6 m, über Gelände ca. 0,7 m. Oval. Der südl. Wurtfuß durch Graben begrenzt und wurde vermutlich in diesem Bereich abgetragen. Funktionaler Zusammenhang mit der Dorfwurt Utters, vermutlich mittelalterliche Ausbausiedlung. Lt. Urkatasterkarte 1849 unbebaut. | 34190969 | BW   |
| 53° 35′ 44″ N, 8° 4′ 7″ O  | Sengwarden 3, Wurt                | Größe ca. 65 × 55 m, Höhe über NN 2 m, über Gelände ca. 1 m. Annähernd rund. Bei Anlage des Feldweges scheint der südl. Bereich der Wurt abgetragen worden zu sein. Funktionaler Zusammenhang mit der Dorfwurt Utters, vermutlich mittelalterliche Ausbausiedlung. Lt. Urkatasterkarte 1849 unbebaut. | 34190945 | BW   |
| 53° 35′ 50″ N, 8° 4′ 26″ O | Sengwarden 4, Dorfwurt            | Größe ca. 260 × 225 m, Höhe über NN 4,8 m, über Gelände ca. 3,5 m. Annähernd rundoval. An drei Seiten von Ringweg umgeben, der heute noch im S und O erhalten ist, der nördl. Wegabschnitt ist von der Voslapper Straße überbaut. Lt. Urkatasterkarte 1849 mit fünf Hofstellen und drei Wohnhäusern bebaut. | 28915450 | BW   |
| 53° 35′ 56″ N, 8° 4′ 22″ O | Sengwarden 5, Wurt                | Größe ca. 70 × 55 m, Höhe über NN 2 m, über Gelände ca. 0,7 m. Rundoval. Bei Begehungen 1985 wurden von der Oberfläche mehrere Keramikscherben des 12./13. Jhs. aufgesammelt. Hoch- bis spätmittelalterliche Ausbausiedlung der Dorfwurt Utters. Lt. Urkatasterkarte 1849 unbebaut. Die Parzelle trägt die Bezeichnung Berghamm. | 28942527 | BW   |
| 53° 36′ 15″ N, 8° 4′ 46″ O | Sengwarden 6, Wurt                | Durchmesser ca. 75 m, Höhe über NN 2,1 m, über Gelände ca. 0,8 m. Annähernd rund. Im W und N von einem Graben begrenzt. Funktionaler Zusammenhang mit der westl. gelegenen Wurt Bauens. Siedlungsgenetische Bedeutung durch Lage in direkter Nähe der ältesten Küstendeichlinie, deren Verlauf vermutlich dem des heutigen Inhausersieler Deiches entspricht. | 34190739 | BW   |
| 53° 36′ 14″ N, 8° 4′ 38″ O | Sengwarden 7, Dorfwurt            | Größe ca. 150 × 110 m, Höhe über NN 3 m, über Gelände ca. 1,8 m. Annähernd oval. Allseitig von Gräben begrenzt, im W ist eine Graft von ca. 5 m Br. erhalten. Funktionaler Zusammenhang mit der östl. gelegenen Wurt. Siedlungsgenetische Bedeutung durch Lage in direkter Nähe der ältesten Küstendeichlinie, deren Verlauf vermutlich dem des heutigen Inhausersieler Deiches entspricht. Urkundlich erwähnt im Jahre 1461. Zwischen 1414 und 1433 soll Here Sydeken eine „Herdstelle“ zu Bauens bewohnt haben. | 28915451 | BW   |
| 53° 36′ 26″ N, 8° 4′ 20″ O | Sengwarden 8, Wurt                | Größe ca. 210 × 50 – 75 m, Höhe über NN 2,1 m, über Gelände ca. 1,5 m. Langoval. In WNW–OSO-Ausrichtung von zwei tiefen Gräben durchzogen. Vom äußeren Erscheinungsbild her ist unklar, ob es sich um eine einzige lange Wurt handelt, die nachträglich durch die beiden Gräben getrennt wurde oder ob es sich um drei aneinander gereihte einzelne Gehöftwurten handelt. | 34133602 | BW   |
| 53° 36′ 27″ N, 8° 3′ 40″ O | Sengwarden 9, Wurt                | Größe ca. 90 × 75 m, Höhe über NN 3,5 m, über Gelände ca. 2 m. Rundoval. Im S, W und O von Graft eingefasst. Bei Begehung 1957 konnten Keramikscherben des 14. Jhs. aufgelesen werden. Vermutlich im Mittelalter angelegt. Lt. Urkatasterkarte 1849 mit Gehöft bebaut, das nach 1957 abgerissen wurde. | 34127050 | BW   |
| 53° 36′ 23″ N, 8° 3′ 41″ O | Sengwarden 10, Wurt               | Größe ca. 95 × 60 m, Höhe über NN 3 m, über Gelände ca. 1,5 m. Oval. Im W und O von Graben begrenzt, im N von der Memershauser Straße. Vermutlich im Mittelalter angelegt. Lt. Urkatasterkarte 1849 mit Gehöft bebaut, das Anfang der 1970er Jahre abgerissen wurde. | 34133592 | BW   |
| 53° 36′ 22″ N, 8° 3′ 33″ O | Sengwarden 11, Wurt               | Größe ca. 80 × 45 m, Höhe über NN 2 m, über Gelände ca. 0,5 m. Oval. Im S durch einen Graben begrenzt, im N durch die Memershauser Straße. Vermutlich im Mittelalter angelegt. | 34133560 | BW   |
| 53° 35′ 59″ N, 8° 3′ 25″ O | Sengwarden 12, Wurt               | Größe ca. 80 × 65 m, Höhe über NN 2,5 m, über Gelände ca. 1 m. Oval. Im östl. und südl. Randbereich an den Baggersee grenzend, im W von Graft begrenzt. Lt. Urkatasterkarte 1852 mit Gehöft bebaut. | 34171021 | BW   |
| 53° 36′ 11″ N, 8° 3′ 5″ O  | Sengwarden 13, Wurt               | Durchmesser ca. 75 m, Höhe über NN 3,5 m, über Gelände ca. 2 m. Rund. Allseitig von Graft umgeben, die im N auffallend breit ist. Vermutlich im Mittelalter angelegt. Lt. Urkatasterkarte 1852 mit Gehöft bebaut. | 28915452 | BW   |
| 53° 36′ 13″ N, 8° 3′ 11″ O | Sengwarden 14, Wurt               | Größe ca. 75 × 65 m, Höhe über NN 2,5 m, über Gelände ca. 0,7 m. Rundoval. Im W, N und O von Graben begrenzt. Im SO ist der Rest einer breiten Graftanlage erhalten. Vermutlich im Mittelalter angelegt. Beim Neubau des jetzigen Gehöftes im Jahre 1913 wurde der oberste Bereich der Wurt abgetragen. Lt. Urkatasterkarte 1852 mit Gehöft bebaut und allseitig von Graft umgeben. | 34170993 | BW   |
| 53° 36′ 14″ N, 8° 3′ 9″ O  | Sengwarden 15, Wurt               | Größe ca. 70 × 50 m, Höhe über NN 2,5 m, über Gelände ca. 1,3 m. Oval. Im N und S durch Graben begrenzt. Vermutlich im Mittelalter angelegt. Lt. Urkatasterkarte 1852 unbebaut. | 28915453 | BW   |
| 53° 36′ 48″ N, 8° 3′ 26″ O | Sengwarden 16, Wurt               | Größe ca. 60 × 50 m, Höhe über NN 3 m, über Gelände ca. 1,5 m. Oval. Im N, W und S von Graben begrenzt. Bildet zusammen mit den nördl. gelegenen Wurten eine kleine reihenförmige Wurtengruppe, die vermutlich im Mittelalter angelegt wurde. Siedlungsgenetische Bedeutung durch Lage direkt südl. des alten Siels durch den Alten Deich. Lt. Urkatasterkarte 1849 mit einem Gehöft bebaut. | 28915454 | BW   |
| 53° 36′ 49″ N, 8° 3′ 28″ O | Sengwarden 17, Wurt               | Größe ca. 75 × 60 m, Höhe über NN 2,5 m, über Gelände ca. 1 m. Oval. Im O und S durch Graben begrenzt. Bildet zusammen mit den nördl. bzw. südl. gelegenen Wurten eine kleine reihenförmige Wurtengruppe, die vermutlich im Mittelalter angelegt wurde. Siedlungsgenetische Bedeutung durch Lage direkt südl. des alten Siels durch den Alten Deich. Lt. Urkatasterkarte 1849 mit Gehöft bebaut, das Anfang der 1980er Jahre abgerissen wurde. | 28915455 | BW   |
| 53° 36′ 53″ N, 8° 3′ 28″ O | Sengwarden 18, Wurt               | Größe ca. 90 × 75 m, Höhe über NN 3,5 m, über Gelände ca. 2,5 m. Annähernd oval. Im N und O von Graben begrenzt, im W direkt an das Inhauser Tief grenzend. Bildet zusammen mit den südl. gelegenen Wurten eine kleine reihenförmige Gruppe, die vermutlich im Mittelalter angelegt wurde. Siedlungsgenetische Bedeutung durch Lage direkt südl. des alten Siels durch den Alten Deich. Lt. Urkatasterkarte 1849 mit Gehöft bebaut, das im Jahre 1981 abgerissen wurde. | 28915456 | BW   |
| 53° 37′ 10″ N, 8° 3′ 13″ O | Sengwarden 19, Wurt               | Größe ca. 115 × 50 m, Höhe über NN 2,5 m, über Gelände ca. 1,3 m. Im S durch Graben begrenzt. Siedlungsgenetische Bedeutung durch Lage im Zuge des spätmittelalterlichen Deiches Bohnenburger Reihe. Die Frage der zeitlichen Abfolge zwischen Wurt und Deich ist nur durch eine archäologische Untersuchung zu klären. Lt. Urkatasterkarte war 1851 die O-Hälfte der Wurt mit einem Gehöft bebaut, das 1981/82 abgerissen wurde. | 34125357 | BW   |
| 53° 37′ 13″ N, 8° 3′ 0″ O  | Sengwarden 20, Wurt               | Größe ca. 90 × 50 m, Höhe über NN ca. 2,5 m, über Gelände ca. 1 m. Im S ist der Rest einer Graftanlage erhalten, im N grenzt die Wurt unmittelbar an den Deichkörper der Bohnenburger Reihe. Siedlungsgenetische Bedeutung durch Lage in einer kleinen Wurtengruppe direkt am Deich Bohnenburger Reihe. Lt. Urkatasterkarte 1851 unbebaut. | 34125259 | BW   |
| 53° 37′ 14″ N, 8° 2′ 55″ O | Sengwarden 21, Wurt               | Durchmesser ca. 80 m, Höhe über NN ca. 3,5 m, über Gelände ca. 1 m. Annähernd rund in Deichlage. Im S von Graben begrenzt, im N vom Bohnenburger Weg. Siedlungsgenetische Bedeutung durch Lage in einer kleinen Wurtengruppe im Zuge des Deiches Bohnenburger Reihe. Die Ausmaße der Wurt sprechen dafür, dass die Wurt älter als der Deichzug ist. Lt. Urkatasterkarte 1851 mit Gehöft bebaut. | 34113827 | BW   |
| 53° 37′ 21″ N, 8° 2′ 25″ O | Sengwarden 22, Wurt               | Größe ca. 90 × 50 m, Höhe über NN ca. 2 m, über Gelände ca. 1 m. Oval in Deichlage. Im N durch Graben begrenzt, im S durch den Bohnenburger Weg. Siedlungsgenetische Bedeutung durch Lage im Zuge des Deiches Bohnenburger Reihe. Die zeitliche Abfolge von Wurt und Deich ist nur durch eine archäologische Untersuchung zu klären. Lt. Urkatasterkarte 1851 mit Gehöft bebaut. | 28809704 | BW   |
| 53° 37′ 13″ N, 8° 1′ 48″ O | Sengwarden 23, Wurt               | Größe ca. 160 × 95 m, Höhe über NN ca. 2 m, über Gelände ca. 1,3 m. Oval. Im N und S von Graft begrenzt. Siedlungsgenetische Bedeutung durch Lage im Bereich alter Deichlinien direkt östl. des Hooksieler Tiefs. Lt. Urkatasterkarte 1851 mit zwei Gehöften bebaut. | 34125892 | BW   |
| 53° 37′ 6″ N, 8° 2′ 1″ O   | Sengwarden 24, Wurt               | Größe ca. 90 × 75 m, Höhe über NN ca. 2,5 m, über Gelände ca. 1 m. Oval Im SO durch Straße begrenzt. Bildet zusammen mit den beiden südl. gelegenen Wurten den vermutlich im Mittelalter angelegten Wohnplatz Klein Buschhausen. Lt. Urkatasterkarte 1851 unbebaut. | 34126024 | BW   |
| 53° 37′ 4″ N, 8° 2′ 3″ O   | Sengwarden 25, Wurt               | Größe ca. 70 × 55 m, Höhe über NN ca. 2,5 m, über Gelände ca. 1 m. Oval. Allseitig von Graben begrenzt, im N und W ausgebaute Stichstraße zur Hooksieler Landstraße. Bildet zusammen mit den westl. bzw. nördl. gelegenen Wurten den vermutlich im Mittelalter angelegten Wohnplatz Klein Buschhausen. Lt. Urkatasterkarte 1851 mit Wohnhaus bebaut. | 34126006 | BW   |
| 53° 37′ 3″ N, 8° 1′ 59″ O  | Sengwarden 26, Wurt               | Größe ca. 75 × 60 m, Höhe über NN ca. 2 m, über Gelände ca. 1 m. Oval. Im SW, NW und O von Graben begrenzt, im O eine Stichstraße zur Hooksieler Landstraße. Bildet zusammen mit dem nordöstl. bzw. östl. gelegenen Wurten den vermutlich im Mittelalter angelegten Wohnplatz Klein Buschhausen. Lt. Urkatasterkarte 1851 mit Gehöft bebaut. | 34126077 | BW   |
| 53° 37′ 10″ N, 8° 2′ 6″ O  | Sengwarden 27, Wurt               | Größe ca. 75 × 50 m, Höhe über NN ca. 2 m, über Gelände ca. 2 m. Oval in Deichlage. Im NO und SW durch Graben begrenzt. Siedlungsgenetische Bedeutung durch Lage im Zuge des Alten Deiches. Lt. Urkatasterkarte 1851 mit Gehöft bebaut und als alter Mühlenwarf bezeichnet. | 34125929 | BW   |
| 53° 37′ 8″ N, 8° 2′ 43″ O  | Sengwarden 28, Wurt               | Größe ca. 100 × 75 m, Höhe über NN ca. 3,5 m, über Gelände ca. 2,5 m. Oval. Im S durch Graben und im W durch Graft begrenzt. Siedlungsgenetische Bedeutung durch Lage im „Ihnitenland“ genannten Groden zwischen den Deichen. Lt. Urkatasterkarte 1851 mit Gehöft bebaut, das 1981/82 abgerissen wurde. | 35126280 | BW   |
| 53° 37′ 8″ N, 8° 2′ 57″ O  | Sengwarden 29, Wurt               | Durchmesser ca. 30 m, Höhe über NN ca. 2,4 m, über Gelände ca. 0,8 m. Rund. Im W und S durch Graben begrenzt. Siedlungsgenetische Bedeutung durch Lage im „Ihnitenland“ genannten Groden zwischen Bohnenburger Reihe im N und dem Alten Deich im S. Lt. Urkatasterkarte 1851 unbebaut. | 34125808 | BW   |
| 53° 37′ 6″ N, 8° 2′ 54″ O  | Sengwarden 30, Wurt               | Größe ca. 80 × 50 m, Höhe über NN ca. 2,5 m, über Gelände ca. 1,5 m. Oval. Im W vom Bohnenburger Weg begrenzt, im S von Graben. Siedlungsgenetische Bedeutung durch Lage im „Ihnitenland“ genannten Groden zwischen der Bohnenburger Reihe im N und dem Alten Deich im S. Lt. Urkatasterkarte 1851 mit Gehöft bebaut, das Anfang der 1980er Jahre abgerissen wurde. | 28915458 | BW   |
| 53° 36′ 56″ N, 8° 2′ 46″ O | Sengwarden 31, Wurt               | Größe ca. 75 × 55 m, Höhe über NN ca. 2,8 m, über Gelände ca. 1,3 m. Oval. Im N an den Alten Deich angelehnt, im O durch den Bohnenburger Weg begrenzt, im S durch einen Graben. Bildet zusammen mit den direkt benachbarten Wurten den Wohnplatz Nesse. Siedlungsgenetische Bedeutung außerdem durch die Lage direkt südl. des Alten Deiches, dessen genaues Alter noch nicht bekannt ist. Der Siedlungsname Nesse kommt im südl. Nordseeküstengebiet mehrfach vor und weist auf ein seewärts vorspringendes Land (Landzunge) hin. Lt. Urkatasterkarte 1851 mit zwei Wohnhäusern bebaut. | 28915459 | BW   |
| 53° 36′ 52″ N, 8° 2′ 42″ O | Sengwarden 32, Wurt               | Größe ca. 70 × 50 m, Höhe über NN ca. 2,5 m, über Gelände ca. 1,5 m. Oval. Im O von Bohnenburger Weg begrenzt. Die Wurt bildet zusammen mit den direkt benachbarten Wurten den Wohnplatz Nesse. Siedlungsgenetische Bedeutung außerdem durch die Lage direkt südl. des Alten Deiches, dessen genaues Alter noch nicht bekannt ist. Lt. Urkatasterkarte 1851 unbebaut. | 34126290 | BW   |
| 53° 36′ 56″ N, 8° 2′ 53″ O | Sengwarden 33, Wurt               | Größe ca. 70 × 60 m, Höhe über NN ca. 2 m, über Gelände ca. 1 m. Rundoval. Ragt im N in den Körper des Alten Deiches hinein. Im S, W und O von Graben begrenzt. Bildet zusammen mit den direkt benachbarten Wurten den Wohnplatz Nesse. Siedlungsgenetische Bedeutung außerdem durch die Lage direkt südl. des Alten Deiches, dessen genaues Alter noch nicht bekannt ist. Lt. Urkatasterkarte 1851 mit Gehöft bebaut. | 28915460 | BW   |
| 53° 36′ 55″ N, 8° 2′ 56″ O | Sengwarden 34, Wurt               | Größe ca. 50 × 35 m, Höhe über NN ca. 1,5 m, über Gelände ca. 0,6 m. Oval. Im N an den Alten Deich angelehnt, im W von Graben begrenzt. Bildet zusammen mit den direkt benachbarten Wurten den Wohnplatz Nesse. Siedlungsgenetische Bedeutung außerdem durch die Lage direkt südl. des Alten Deiches, dessen genaues Alter noch nicht bekannt ist. Lt. Urkatasterkarte 1851 unbebaut. | 34126223 | BW   |
| 53° 36′ 53″ N, 8° 2′ 47″ O | Sengwarden 35, Wurt               | Größe ca. 200 × 75 m, Höhe über NN ca. 2 m, über Gelände ca. 1,3 m. Langoval. Im O zum größten Teil durch Graben begrenzt, im W durch den Bohnenburger Weg. Über den N- und den S-Bereich verlaufen zwei tiefe Gräben in WNW–OSO-Ausrichtung. Bei Begehung 1957 wurden zahlreiche Keramikfragmente und Ziegelbrocken aufgelesen. Die älteste Keramik datiert in das 8. Jh. n. Chr. Bildet zusammen mit den direkt benachbarten Wurten den Wohnplatz Nesse. Siedlungsgenetische Bedeutung außerdem durch die Lage direkt südl. des Alten Deiches, dessen genaues Alter noch nicht bekannt ist. Lt. Urkatasterkarte war 1851 der mittlere Wurtbereich mit einem Gehöft bebaut, das allseitig von einer Graft umgeben war. | 34126391 | BW   |
| 53° 36′ 45″ N, 8° 2′ 38″ O | Sengwarden 36, Wurt               | Größe ca. 70 × 50 m, Höhe über NN ca. 2,6 m, über Gelände ca. 2 m. Oval. Im O an den Bohnenburger Weg angrenzend. Vermutlich mittelalterliche Ausbausiedlung der ca. 600 m westl. gelegenen Dorfwurt Utwarfe. Lt. Urkatasterkarte 1851 unbebaut. | 28915461 | BW   |
| 53° 36′ 38″ N, 8° 2′ 3″ O  | Sengwarden 37, Wurt               | Größe ca. 240 × 180 m, Höhe über NN ca. 3,7 m, über Gelände ca. 2,5 m. Dorfwurt mit unregelmäßig rundlichem Grundriss. Im N und NO vom Utwarfer Weg, im SO von der Westerhauser Straße begrenzt. Im S und W des Hofes Tiarks waren 1957 noch Spuren einer alten Grabenanlage erhalten; auf der Wurtkuppe befanden sich Reste des alten Brunnens. Es wurde Keramik des 9. Jhs. mit Muschelgrusmagerung gefunden. Weiter wurden auch spätmittelalterliche Kugeltopffragmente mit Granitgrusmagerung aufgelesen. Nach Aussage der Keramikfunde bestand die Wurt im 9. Jh. n. Chr. Lt. Urkatasterkarte 1851 mit drei Gehöften und zwei Wohnhäusern bebaut. Im S-Zipfel der Wurt befand sich eine rechteckige Graftanlage, die eine ca. 30 × 20 m große Fläche umgab. | 34126757 | BW   |
| 53° 36′ 22″ N, 8° 1′ 1″ O  | Sengwarden 38, Wurt               | Größe ca. 80 × 60 m, Höhe über NN ca. 2 m, über Gelände ca. 0,8 m. Oval. Im S und W durch Gräben begrenzt, im N von der Westerhauser Straße. Lt. Urkatasterkarte 1851 mit Gehöft bebaut. | 34170665 | BW   |
| 53° 36′ 20″ N, 8° 0′ 56″ O | Sengwarden 39, Wurt               | Größe ca. 55 × 45 m, Höhe über NN ca. 2 m, über Gelände ca. 1 m. Oval. Im NO und O von Graben begrenzt, im NW von der Westerhauser Straße. Lt. Urkatasterkarte 1851 bebaut. | 34170675 | BW   |
| 53° 36′ 24″ N, 8° 0′ 54″ O | Sengwarden 40, Wurt               | Größe ca. 150 × 110 m, Höhe über NN ca. 4 m, über Gelände ca. 2,5 m. Oval. Allseitig von Gräben umgeben. Über die Wurt verläuft in N–S-Richtung eine Grundstücksgrenze, in deren Bereich während des Ersten Weltkrieges ein Schützengraben angelegt worden sein soll. Zwischen dem S-Rand der Wurt und der Westerhauser Straße liegt eine sog. Mirre, eine Vertiefung, aus der das Erdmaterial für den Auftrag der Wurt entnommen wurde. | 28915576 | BW   |
| 53° 36′ 18″ N, 8° 0′ 48″ O | Sengwarden 41, Dorfwurt           | Größe ca. 220 × 200 m, Höhe über NN ca. 5,1 m, über Gelände ca. 3 m. Rundoval. Im W und NO von Graben begrenzt. Lt. Urkatasterkarte 1851 mit drei Gehöften bebaut, die heute noch bestehen. | 28915462 | BW   |
| 53° 36′ 12″ N, 8° 0′ 46″ O | Sengwarden 42, Wurt               | Größe ca. 35 × 25 m, Höhe über NN ca. 2,3 m, über Gelände ca. 1,3 m. Oval. Auffallend hoch und klein. Lage und Größe deuten darauf hin, dass hier möglicherweise eine kleine Befestigungsanlage bestanden hat. Lt. Urkatasterkarte 1851 unbebaut. | 34170741 | BW   |
| 53° 36′ 9″ N, 7° 59′ 53″ O | Sengwarden 43, Wurt               | Größe ca. 95 × 70 m, Höhe über NN ca. 2,2 m, über Gelände ca. 1,3 m. Oval. Mit Ausnahme des NO-Bereichs allseitig von Graft begrenzt. Siedlungsgenetische Bedeutung durch Einzellage zwischen dem Hooksieler Tief und der Sillensteder Grenzleide. Lt. Urkatasterkarte 1851 mit Gehöft bebaut. | 34133612 | BW   |
| 53° 36′ 33″ N, 8° 0′ 21″ O | Sengwarden 44, Wurt               | Größe ca. 80 × 45 m, Höhe über NN ca. 2 m, über Gelände ca. 0,8 m. Oval. Im SW von Graft begrenzt. Siedlungsgenetische Bedeutung durch Lage am Hooksieler Tief. Von NO verläuft direkt parallel zum Hooksieler Tief der mittelalterliche Hooksdeich auf die Wurt zu. Lt. Urkatasterkarte 1851 mit Gehöft bebaut und allseitig von einer breiten Graft umgeben. | 34170524 | BW   |
| 53° 36′ 40″ N, 8° 0′ 28″ O | Sengwarden 45, Wurt               | Größe ca. 55 × 45 m, Höhe über NN ca. 1,7 m, über Gelände ca. 0,7 m. Rundoval. Im SW von Graben begrenzt, im S und O sind verfüllte Gräben noch als Geländesenke erkennbar. Siedlungsgenetische Bedeutung durch Lage am alten Hooksdeich, der direkt am östl. Ufer des Hooksieler Tiefs verlief. Lt. Urkatasterkarte 1851 unbebaut. | 34170573 | BW   |
| 53° 36′ 31″ N, 8° 0′ 9″ O  | Sengwarden 46, Wurt               | Größe ca. 45 × 35 m, Höhe über NN ca. 1,5 m, über Gelände ca. 0,7 m. Oval. Der umgebende Graben im N, W und S gut erhalten, im O verfüllt, aber als Senke noch erkennbar. Siedlungsgenetische Bedeutung durch Lage direkt nordwestl. des Hooksieler Tiefs. Lt. Urkatasterkarte 1851 unbebaut. | 34170556 | BW   |
| 53° 36′ 34″ N, 8° 0′ 18″ O | Sengwarden 47, Wurt               | Größe ca. 60 × 50 m, Höhe über NN ca. 2 m, über Gelände ca. 0,8 m. Oval. Grenzt im SO direkt an das Hooksieler Tief. Siedlungsgenetische Bedeutung durch Lage direkt nordwestl. des Hooksieler Tiefs. | 34170540 | BW   |
| 53° 36′ 17″ N, 8° 1′ 30″ O | Sengwarden 48, Wurt               | Größe ca. 80 × 60 m, Höhe über NN ca. 2 m, über Gelände ca. 0,7 m. Oval. Im N, W und S von Graft umgeben. Vermutlich mittelalterliche Ausbausiedlung der Dorfwurt Westerhausen. Lt. Urkatasterkarte 1850 mit Gehöft bebaut und auch im O von Graft begrenzt. | 28915577 | BW   |
| 53° 36′ 16″ N, 8° 1′ 52″ O | Sengwarden 49, Wurt               | Durchmesser ca. 70 m, Höhe über NN ca. 2,2 m, über Gelände ca. 1 m. Rund. Im NW und NO durch Graben begrenzt. Bei Begehung 1957 konnten auf der Ackeroberfläche große Mengen Ziegelschutt und neuzeitliche Keramik aufgelesen werden. Vermutlich mittelalterliche Ausbausiedlung der Dorfwurt Westerhausen. Lt. Urkatasterkarte 1850 mit Gehöft bebaut, das lt. Marschalleck um 1910 aufgegeben wurde. | 34170771 | BW   |
| 53° 36′ 8″ N, 8° 1′ 51″ O  | Sengwarden 50, Wurt               | Durchmesser ca. 75 m, Höhe über NN ca. 3,8 m, über Gelände ca. 2,5 m. Rund. Bei Begehung 1957 konnten auf der Ackeroberfläche u.a. „Kugeltopfscherben aus der Zeit um 1000 n. Chr., keine Backsteine“ (Marschalleck) aufgelesen werden. Vermutlich hochmittelalterliche Ausbausiedlung. Lt. Urkatasterkarte 1850 unbebaut und allseitig von Graben umgeben. | 34170797 | BW   |
| 53° 36′ 8″ N, 8° 1′ 34″ O  | Sengwarden 51, Wurt               | Größe ca. 80 × 55 m, Höhe über NN ca. 2 m, über Gelände ca. 0,7 m. Oval. Im NW Grabenrest erhalten. Vermutlich mittelalterliche Ausbausiedlung der Dorfwurt Westerhausen. Direkt nordwestl. der Zuwegung zur Wurt liegt eine schmale längliche Erhöhung, bei der es sich möglicherweise um einen Deichrest handelt. Lt. Urkatasterkarte 1850 mit Gehöft bebaut und allseitig von einer trapezförmigen Graft umgeben. | 34170811 | BW   |
| 53° 36′ 0″ N, 8° 1′ 24″ O  | Sengwarden 52, Wurt (Krumme Hörn) | Durchmesser ca. 35 m, Höhe über NN ca. 1,5 m, über Gelände ca. 0,7 m. Rund. Allseitig von quadratischer Grabenanlage umgeben. Lt. Urkatasterkarte 1850 mit kleinem Wohnhaus bebaut. | 34170821 | BW   |
| 53° 35′ 53″ N, 8° 0′ 58″ O | Sengwarden 53, Burg               | Durchmesser ca. 70 m, Höhe über NN ca. 2,8 m, über Gelände ca. 1 m. Rund. Von doppeltem Graftsystem mit dazwischen liegendem Wall (Zingel) umgeben. Gesamtfläche max. 110 × 110 m. Im O ist daran eine kleine Parzelle von ca. 50 × 30 m Fläche angegliedert, die ebenfalls von einem Doppelgraben umgeben ist. Im SW sind zusätzlich zwei etwa gleich große, durch einen Graben voneinander getrennte, Parzellen angeschlossen, die im O-Bereich von einer Graft und im W-Bereich von einem Graben eingefasst sind. Die westl. Parzelle hat ein künstlich erhöhtes Geländeniveau von + 2 m NN. Lt. Urkatasterkarte 1850 mit Gehöft bebaut und allseitig von einer trapezförmigen Graft umgeben. | 34170831 | BW   |
| 53° 35′ 25″ N, 8° 1′ 8″ O  | Sengwarden 54, Heddoburg          | Größe ca. 75 × 50 m, Höhe über Gelände ca. 2,5 m. Von doppeltem Grabensystem mit dazwischenliegendem, 5 – 7 m breiten Wall umgeben. Heutige Scheune stammt wohl noch aus dem 16. Jh., das Wohnhaus aus dem 17. Jh. Neben dem Westgiebel des heutigen Hofgebäudes liegen in geringer Tiefe viele Fundamente aus großen Ziegeln (Marschalleck 1957). Auf einer älteren Gehöftwurt wurde im späten 13. Jh. ein Häuptlingssitz errichtet. Enger funktionaler Zusammenhang mit der Doppel-Dorfwurt Wehlens. Lt. historischer Überlieferung soll auf Heddoburg um 1285 ein Steinhaus von Häuptling Hedde Tiarks errichtet worden sein. Dessen Sohn Hillert Hedden, der um 1320 geboren wurde, war Richter in Östringen. Ihm gehörte neben der Heddoburg auch Putzwei. Sein Sohn Tiard Hedden wohnte auf Tiardeshausen. | 34170942 | BW   |
| 53° 35′ 34″ N, 8° 1′ 44″ O | Sengwarden 55, Dorfwurt           | Größe ca. 260 × 170 m, Höhe über NN ca. 3,6 m, über Gelände ca. 2 – 2,5 m. Oval, tw. durch Gräben begrenzt. Dorfwurt bildet mit der südl. angrenzenden eine Doppel-Dorfwurt. Die älteste urkundliche Erwähnung stammt aus dem Jahr 1331: Femmo von Willenze; 1359: Heddo de Wyllense. Lt. Urkatasterkarte 1850 mit drei Gehöften und einem Wohnhaus bebaut. | 28942999 | BW   |
| 53° 35′ 27″ N, 8° 1′ 46″ O | Sengwarden 56, Dorfwurt           | Größe ca. 280 × 2200 m, Höhe über NN ca. 4,8 m, über Gelände ca. 3,5 m. Oval. Im NW und SO von Wegen begrenzt, im O vom Inhauser Tief und im SW von einem Graben. | 34170919 | BW   |
| 53° 35′ 55″ N, 8° 2′ 29″ O | Sengwarden 57, Wurt               | Durchmesser ca. 85 m, Höhe über NN ca. 3 m, über Gelände ca. 1,5 m. Rund. Im SW vom Remmelhauser Weg begrenzt, im NO und SO von Graben. Beim Neubau des jetzigen Gehöftes im Jahre 1957 sollen viele Funde zutage gekommen sein, die aber nicht aufbewahrt wurden. Bildet zusammen mit den beiden nördl. bzw. nordöstl. gelegenen Wurten den Wohnplatz Remmelhausen. Lt. Urkatasterkarte 1850 mit zwei Gehöften bebaut, von denen das nördl. im Jahre 1928 abbrannte. | 34171113 | BW   |
| 53° 36′ 3″ N, 8° 2′ 31″ O  | Sengwarden 58, Wurt               | Größe ca. 100 × 65 m, Höhe über NN ca. 4,4 m, über Gelände ca. 3 m. Oval. Allseitig von Graben umgeben, im NW von einer breiten Graft. Bildet zusammen mit den beiden südl. bzw. östl. gelegenen Wurten den Wohnplatz Remmelhausen. Lt. Urkatasterkarte 1850 mit Gehöft bebaut. | 28915579 | BW   |
| 53° 36′ 2″ N, 8° 2′ 46″ O  | Sengwarden 59, Wurt               | Größe ca. 85 × 60 m, Höhe über NN ca. 3,5 m, über Gelände ca. 1,7 m. Oval. Im S und W durch Graben begrenzt. Bildet zusammen mit den beiden westl. bzw. südwestl. gelegenen Wurten den Wohnplatz Remmelhausen. Lt. Urkatasterkarte 1850 mit Gehöft bebaut. Im N halbkreisförmige Graft vorhanden. | 34171039 | BW   |
| 53° 35′ 31″ N, 8° 2′ 44″ O | Sengwarden 60, Dorfwurt           | Größe ca. 420 × 350 m, Höhe über NN ca. 5,9 m, über Gelände ca. 4 m. Im W von Graben begrenzt, im SW vom Inhauser Tief, im NO von der Straße Am Holling. Die übrigen Randbereiche liegen in bebautem Gebiet und heben sich überwiegend durch Flurstücksgrenzen ab. | 28915464 | BW   |
| 53° 35′ 3″ N, 8° 1′ 14″ O  | Sengwarden 61, Wurt               | Größe ca. 75 × 60 m, Höhe über NN ca. 1,5 m, über Gelände ca. 1,2 m. Zwei kleine ovale gehen ineinander über und bilden so einen Grundriss in Form einer Acht. Im S durch einen Graben begrenzt, dessen Reste im W und O noch als Senken erkennbar sind. Lt. Urkatasterkarte 1849 unbebaut. | 34197867 | BW   |
| 53° 35′ 0″ N, 8° 1′ 9″ O   | Sengwarden 62, Wurt               | Größe ca. 75 × 35 m, Höhe über NN ca. 1,5 m, über Gelände ca. 1,3 m. Oval. Im N und SW von Graben begrenzt. Vermutlich als mittelalterliche Ausbausiedlungen der Dorfwurt Wehlens entstanden. Lt. Urkatasterkarte 1849 unbebaut. | 34197877 | BW   |
| 53° 34′ 54″ N, 8° 1′ 51″ O | Sengwarden 63, Wurt               | Größe ca. 60 × 50 m, Höhe über NN ca. 1,5 m, über Gelände ca. 1,3 m. Oval. Allseitig von Graft umgeben. Bildet zusammen mit den östl. bzw. nordöstl. gelegenen die ehemalige Bauernschaft Anzetel. Lt. Urkatasterkarte 1849 mit Gehöft bebaut. | 34197887 | BW   |
| 53° 35′ 5″ N, 8° 2′ 7″ O   | Sengwarden 64, Wurt               | Größe ca. 65 × 50 m, Höhe über NN ca. 2,5 m, über Gelände ca. 1,3 m. Oval. Im O von Graben begrenzt. Bildet zusammen mit den südl. bzw. östl. gelegenen die ehemalige Bauernschaft Anzetel. Lt. Urkatasterkarte 1849 mit Gehöft bebaut, das Anfang der 1980er Jahre abgerissen wurde. | 34198275 | BW   |
| 53° 35′ 3″ N, 8° 2′ 11″ O  | Sengwarden 65, Wurt               | Größe ca. 90 × 80 m, Höhe über NN ca. 2,4 m, über Gelände ca. 0,7 m. Annähernd rund. Im NW von Graft begrenzt, im S vom Anzeteler Weg. Bildet zusammen mit den nahe gelegenen die ehemalige Bauernschaft Anzetel. Lt. Urkatasterkarte 1849 mit Gehöft bebaut und im S von Graft begrenzt. | 34198243 | BW   |
| 53° 34′ 53″ N, 8° 2′ 10″ O | Sengwarden 66, Wurt               | Größe ca. 75 × 55 m, Höhe über NN ca. 2,55 m, über Gelände ca. 1,3 m. Oval. Im W von Graben begrenzt, im O von in den 1970er Jahren angelegten Wirtschaftsweg tw. gekappt. Bildet zusammen mit den nahe gelegenen die ehemalige Bauernschaft Anzetel. Lt. Urkatasterkarte 1849 unbebaut und im S von Graben begrenzt, der heute verfüllt ist. | 34198361 | BW   |
| 53° 35′ 4″ N, 8° 2′ 31″ O  | Sengwarden 67, Wurt               | Größe ca. 80 × 60 m, Höhe über NN ca. 2,1 m, über Gelände ca. 0,7 m. Oval. Im S, O und NO von Graben bzw. Graft begrenzt, im N vom Anzeteler Weg. Bildet zusammen mit den westl. bzw. südwestl. gelegenen die ehemalige Bauernschaft Anzetel. Lt. Urkatasterkarte 1849 mit Gehöft bebaut. | 31069275 | BW   |
| 53° 34′ 43″ N, 8° 2′ 27″ O | Sengwarden 68, Wurt               | Größe ca. 85 × 70 m, Höhe über Gelände ca. 0,8 m. Oval. Im NW und SW von Graft begrenzt, im SO von Graben. Lt. Urkatasterkarte 1849 mit Gehöft bebaut und allseitig von Graft umgeben. Anfang der 1940er Jahre brannte das Gehöft ab und wurde neu erbaut. Dabei wurde die Wurtkuppe um ca. 1 m abgetragen. | 34198402 | BW   |
| 53° 34′ 38″ N, 8° 2′ 49″ O | Sengwarden 69, Wurt               | Größe ca. 65 × 50 m, Höhe über NN ca. 3,4 m, über Gelände ca. 1,5 m. Oval. Im N, W und S von Graben begrenzt, im O ca. 20 m vom Verbindungstief entfernt. Lt. Urkatasterkarte 1849 mit Gehöft bebaut. | 34198460 | BW   |
| 53° 34′ 25″ N, 8° 2′ 18″ O | Sengwarden 71, Wurt               | Durchmwesser ca. 90 m, Höhe über NN ca. 3,05 m, über Gelände ca. 1,8 m. Rund. Im N, W und S von breiter Graft umgeben, im O ist die Graft nicht mehr erhalten. Nach Angabe des Besitzers steckt der Boden voller Fundamente aus großen Ziegeln (Marschalleck 1957). Die Ziegelfundamente unter dem im Jahre 1789 erbauten heutigen Hofgebäude deuten auf ein spätmittelalterliches oder frühneuzeitliches Steinhaus hin. Möglicherweise identisch mit der urkundlich mehrfach überlieferten Burganlage Tiardeshusen, die dem Sengwarder Häuptling Tiard Hedden in der zweiten Hälfte des 14. Jhs. gehörte. Tiard Hedden war Vogt Edo Wiemken d. Ä. auf der festen Kirche zu Sengwarden. Um die Mitte des 16. Jhs. soll die Burg zerstört worden sein (Marschalleck 1957). Sengwarder Grashaus war im Besitz von Fräulein Maria von Jever. Lt. Urkatasterkarte 1849 mit Gehöft bebaut.                                                            | 28915581 | BW   |
| 53° 34′ 29″ N, 8° 3′ 7″ O  | Sengwarden 72, Wurt               | Größe ca. 95 × 45 m, Höhe über NN ca. 2,45 m, über Gelände ca. 1 m. Oval. Im N durch Graben begrenzt, im S durch Graben und Steindammer Weg. Gehört zur Burg Inhausen, die vermutlich auf der direkt nördl. gelegenen Parzelle „Burgstück“ gestanden hat. Aufgrund dieser Zugehörigkeit kommt der Wurt nicht nur siedlungsgenetische, sondern auch landesgeschichtliche Bedeutung zu. | 34198773 | BW   |
| 53° 34′ 40″ N, 8° 3′ 40″ O | Sengwarden 73, Wurt               | Größe ca. 200 × 175 m, Höhe über NN ca. 2,9 m, über Gelände ca. 1,3 m. Rundoval. Im W vom Tidofelder Weg begrenzt, im S und O von einem Graben. Durch die Ausgrabung des NIhK, Wilhelmshaven, im Jahre 1974 wurde nachgewiesen, dass die Wurt in der älteren römischen Kaiserzeit im Laufe des 1. Jhs. n. Chr. aufgetragen wurde und nach Ausweis von Lesefunden bis ins 3. Jh. n. Chr. besiedelt war. Seitdem ist die Wurt unbebaut und nicht durch jüngere Besiedlung gestört. Lt. Urkatasterkarte 1849 unbebaut. | 28915580 | BW   |
| 53° 34′ 31″ N, 8° 3′ 57″ O | Sengwarden 74, Wurt               | Größe ca. 90 × 60 m, Höhe über NN ca. 2,65 m, über Gelände ca. 1 m. Oval. Begrenzt durch allseits noch gut erhaltene, ca. 10 m breite Graft. Diese war 1981 noch zusätzlich von einem Wall von 10 m Br. umgeben, der heute vollständig eingeebnet ist. Im S der Anlage ein vorgelagertes, von Gräben eingefasstes Grundstück, dessen Funktion unbekannt ist. Das Vorwerk Tidofeld wurde von Tido, dem Sohn Fulfs von Inhausen, um 1560 aus dem Material der abgebrochenen Burgstätte erbaut. Lt. Urkatasterkarte 1849 mit einer Hofstelle bebaut. Graft- und Wallanlage sind deutlich zu erkennen. | 34228656 | BW   |
| 53° 34′ 40″ N, 8° 4′ 13″ O | Sengwarden 75, Wurt               | Größe ca. 70 × 50 m, Höhe über NN ca. 2,75 m, über Gelände ca. 0,7 m. Oval. Im N durch Graft begrenzt, im S durch Graben und im O durch den Coldehörner Weg. Siedlungsgenetische Bedeutung durch Lage im Zuge des Sengwarder Altendeichs. Die zeitliche Abfolge der Wurt- und Deichentstehung ist noch nicht geklärt. Lt. Urkatasterkarte mit Gehöft bebaut und im S, W und N von Graft eingefasst. | 28915465 | BW   |
| 53° 34′ 43″ N, 8° 4′ 15″ O | Sengwarden 76, Wurt               | Größe ca. 75 × 50 m, Höhe über NN ca. 2,7 m, über Gelände ca. 0,7 m. Oval. Im N und W durch Graben begrenzt, im S durch Graft und im O durch den Coldehörner Weg. Siedlungsgenetische Bedeutung durch Lage im Zuge des Sengwarder Altendeichs. Die zeitliche Abfolge der Wurt- und Deichentstehung ist noch nicht geklärt. Lt. Urkatasterkarte 1849 mit Gehöft bebaut. | 28915466 | BW   |
| 53° 34′ 45″ N, 8° 4′ 18″ O | Sengwarden 77, Wurt               | Größe ca. 75 × 55 m, Höhe über NN ca. 2,7 m, über Gelände ca. 0,7 m. Oval. Im N, W und S von Graben begrenzt, im O vom Coldehörner Weg. Siedlungsgenetische Bedeutung durch Lage im Zuge des Sengwarder Altendeichs. Die zeitliche Abfolge der Wurt- und Deichentstehung ist noch nicht geklärt. Lt. Urkatasterkarte 1849 mit Gehöft bebaut. | 28915467 | BW   |
| 53° 34′ 48″ N, 8° 4′ 22″ O | Sengwarden 78, Wurt               | Größe ca. 75 × 60 m, Höhe über NN ca. 2,7 m, über Gelände ca. 0,5 m. Oval. Im S, W und NW von Graben begrenzt, im O durch den Coldehörner Weg. Siedlungsgenetische Bedeutung durch Lage im Zuge des Sengwarder Altendeichs. Die zeitliche Abfolge der Wurt- und Deichentstehung ist noch nicht geklärt. Lt. Urkatasterkarte mit Gehöft bebaut. | 34199950 | BW   |
| 53° 34′ 54″ N, 8° 4′ 25″ O | Sengwarden 79, Wurt               | Größe ca. 80 × 55 m, Höhe über NN ca. 2,7 m, über Gelände ca. 0,5 m. Oval in Deichlage. Im S, W und N von Graben begrenzt. Siedlungsgenetische Bedeutung durch Lage im Zuge des Sengwarder Altendeichs. Die zeitliche Abfolge der Wurt- und Deichentstehung ist noch nicht geklärt. Lt. Urkatasterkarte 1849 mit Gehöft bebaut, das Ende der 1970er Jahre abgerissen wurde. | 34199872 | BW   |
| 53° 34′ 59″ N, 8° 4′ 30″ O | Sengwarden 80, Wurt               | Größe ca. 75 × 55 m, Höhe über NN ca. 2,7 m, über Gelände ca. 0,5 m. Oval in Deichlage. Im W und SW durch Graft begrenzt, im N und O durch Graben. Siedlungsgenetische Bedeutung durch Lage im Zuge des Sengwarder Altendeichs. Die zeitliche Abfolge der Wurt- und Deichentstehung ist noch nicht geklärt. Lt. Urkatasterkarte 1849 mit Gehöft bebaut. | 34199481 | BW   |
| 53° 35′ 4″ N, 8° 2′ 31″ O  | Sengwarden 81, Dorfwurt           | Größe ca. 270 × 240 m, Höhe über NN ca. 4,8 m, über Gelände ca. 1,3 m. Oval. Im N und O von Ringweg begrenzt, im S und W von Graft. Im höchsten Bereich ist ein Fething vorhanden, der die Trinkwasserversorgung sicherstellte. Älteste urkundliche Erwähnung im Jahre 1454. 1495 wird ein Vinke Vocke von Breddewarden genannt, 1519 verkaufte Ino von Upgant seine Herdstelle in Braytwerden an den Häuptling Fulf von In- und Kniphausen. Um 1600 existierten acht Herd- bzw. Hofstellen in Breddewarden, von denen fünf in herrschaftlicher Hand waren. An dem Mittelweg lagen die Köterhäuser, darunter ein „Handlungshaus“ mit Gastwirtschaft, eine Schule und fünf Handwerkerhäuser. Lt. Urkatasterkarte 1849 mit vier Gehöften und zehn Wohnhäusern bebaut. | 28915468 | BW   |
| 53° 35′ 6″ N, 8° 4′ 10″ O  | Sengwarden 82, Wurt               | Durchmesser ca. 50 m, Höhe über NN ca. 2,55 m, über Gelände ca. 1,3 m. Rund. Grenzt im W an Graben. Wurtfuß scheint bei Anlage des Grabens gekappt worden zu sein. Vermutlich im Mittelalter als Ausbausiedlung der Dorfwurt Breddewarden entstanden. Lt. Marschalleck (1957) ist die Aufschüttung auf Geestuntergrund angelegt und besteht aus Kies und Sand. Lt. Urkatasterkarte 1849 bebaut. 1957 als Ackerland genutzt. | 28915469 | BW   |
| 53° 35′ 11″ N, 8° 4′ 11″ O | Sengwarden 83, Wurt               | Größe ca. 80 × 65 m, Höhe über NN ca. 2,2 m, über Gelände ca. 0,7 m. Oval. Im N, W und S von Graben begrenzt, im O Zuwegung. Vermutlich im Mittelalter als Ausbausiedlung der Dorfwurt Breddewarden angelegt. Lt. Urkatasterkarte 1849 mit Gehöft bebaut. | 34199311 | BW   |
| 53° 35′ 27″ N, 8° 4′ 58″ O | Sengwarden 84, Wurt               | Durchmesser ca. 75 m, Höhe über NN ca. 2,5 m, über Gelände ca. 0,8 m. Rund in Deichlage. Im N durch eine breite Graft begrenzt, im S durch einen Graben, im W und O durch Wege. Siedlungsgenetische Bedeutung durch Lage im Zuge des Sengwarder Altendeichs. Die zeitliche Abfolge der Wurt- und Deichentstehung ist noch nicht geklärt. Lt. Urkatasterkarte 1849 mit Gehöft bebaut. | 34190999 | BW   |
| 53° 35′ 32″ N, 8° 5′ 11″ O | Sengwarden 85, Wurt               | Größe ca. 70 × 45 m, Höhe über NN ca. 2,7 m, über Gelände ca. 1 m. Oval in Deichlage. Siedlungsgenetische Bedeutung durch Lage im Zuge des Sengwarder Altendeichs. Die zeitliche Abfolge der Wurt- und Deichentstehung ist noch nicht geklärt. Lt. Urkatasterkarte 1849 mit Gehöft bebaut, das um 1970 abbrannte und nicht wieder aufgebaut wurde. | 34194088 | BW   |
| 53° 35′ 23″ N, 8° 5′ 34″ O | Sengwarden 86, Wurt               | Größe ca. 80 × 70 m, Höhe über NN ca. 3 m, über Gelände ca. 1 m. Rundoval. Im S und W von Graft begrenzt, im N von Graben. Die im O ehemals vorhandene Graft ist verfüllt. Liegt in dem erst 1718 eingedeichten Schönengroden. Wurthügel auffallend hoch. Lt. einer Inschriftentafel an der westl. Giebelwand des Stallgebäudes wurde das erste Gehöft hier im Jahre 1761 errichtet. Lt. Urkatasterkarte 1849 mit Gehöft bebaut und allseitig von Graft umgeben. | 34194122 | BW   |
| 53° 35′ 40″ N, 8° 3′ 24″ O | Sengwarden 87, Wurt               | Größe ca. 80 × 50 m, Höhe über NN ca. 2 m, über Gelände ca. 0,7 m. Oval. Im S durch einen Graben begrenzt, im N durch die Voslapper Straße. Der Wurtenname Groß Sandberg ist darauf zurückzuführen, dass in diesem Gebiet der Geestuntergrund relativ hoch ansteht. Vermutlich Ausbausiedlung der Dorfwurt Sengwarden. Lt. Urkatasterkarte 1849 mit Gehöft bebaut und im S und N von einer Graft begrenzt. | 34171039 | BW   |
| 53° 37′ 10″ N, 8° 3′ 21″ O | Sengwarden 88, Deich              | Im N-Zipfel der Gmkg. Sengwarden, ca. 300 – 600 m nördl. des Alten Deiches. Im NW am alten Verlauf des Hooksieler Tiefs beginnend, von dort nach WSW bis Inhausersiel führend. L. in der Gmkg. ca. 5,2 km. Unterschiedlich erhalten. Das genaue Alter ist unbekannt; lt. Bodenkundlich-geologischer Karte der Marschengebiete 1 : 25 000 (1963) wurde der Deich vor 1500 gelegt. Durch ihn wurde der „Ihnitenland“ genannte Groden eingedeicht. Der südl. gelegene älteste Küstendeich wurde vermutlich vor 1200 gelegt. Der Deich führte im NW - im Bereich der heutigen Hooksieler Landstraße - bis zum alten Verlauf des Hooksieler Tiefs. Ein unmittelbar westl. der Landstraße mit „Sielhamm“ bezeichnetes Flurstück deutet auf einen alten Siel hin. Lt. Urkatasterkarte war der Deichkörper 1851 noch mit zehn kleinen Landstellen bebaut, von denen die meisten seit Beginn der 1970er Jahre abgerissen wurden. - Teilstück ID: 35296009 | 28915470 | BW   |
| 53° 36′ 56″ N, 8° 3′ 46″ O | Sengwarden 89, Deich              | Im N-Bereich der Gmkg. Sengwarden. Verlauf in NW–SO- bzw. O-Richtung von Groß Buschhausen über Mühlenstätte, Nesse nach Inhausersiel. Der Deich wird von der Hooksieler Landstraße, der Industriestraße Nord und dem Bohnenburger Weg gekreuzt. Im O-Bereich wird vom Inhauser Tief gekreuzt; hier hat höchstwahrscheinlich der Vorgängersiel des späteren Inhausersiels gelegen. Die Entfernung zum nördl. gelegenen Deich Bohnenburger Reihe beträgt durchschnittlich 400 m. L. im Gebiet der Gmkg. ca. 2,6 km; Br. ca. 20 – 25 m; H. + 2 m NN. Größtenteils noch sehr gut erhalten. - Teilstück ID: 35295993 - Teilstück ID: 35296077 | 35293727 | BW   |
| 53° 37′ 9″ N, 8° 1′ 40″ O  | Sengwarden 90, Deich              | | 35294084 | BW   |
| 53° 37′ 11″ N, 8° 3′ 25″ O | Sengwarden 91, Deich              | Im NW an den südl. Flügeldeich des Hooksieler Sielhafens anschließend, von dort nach SO verlaufend bis zum Anschluss an den Alten Deich im Bereich der heutigen Industriestraße Nord. L. in der Gmkg. 1,5 km. Unterschiedlich erhalten. Sohl-Br. 40 m, H. 5-6 m, unsymmetrisch trapezförmiges Profil. Lt. Bodenkundlich-geologischer Karte der Marschengebiete 1 : 25 000 (1963) wurde der Deich im Jahre 1591 gelegt. Er ist noch heute als 2. Deichlinie in den aktiven Küstenschutz mit einbezogen. - Teilstück ID: 35295671 | 28915471 | BW   |
| 53° 35′ 30″ N, 8° 5′ 6″ O  | Sengwarden 92, Deich              | Im N Fortsetzung des Kniphauser Deiches. Von dort über die Gehöftwurt Altona nach SW führend. Im südwestl. Endbereich Fortsetzung in der Gmkg. Fedderwarden. L. in der Gmkg. ca. 3,5 km. Unterschiedlich erhalten. Im Deichverlauf einige Gehöftwurten und verlassene Dorfwurt in Deichlage. Wird im W fast auf ganzer L. von Graben begleitet. Sohl-Br. 25 – 70 m, H. + 2,5 m NN, H. über umgebendem Gelände 0,8 bis 1 m. Das genaue Alter ist unbekannt; vermutlich im 12./13. Jh. als erster geschlossener Seedeich am N-Ufer der Maadebucht gelegt. Lt. Urkatasterkarte 1849 nördl. der heutigen Inhauser Landstraße im Flurbild gut zu erkennen. Als ältester geschlossener Seedeich im N der Maadebucht ist der Deich von hoher siedlungsgenetischer Bedeutung. - Teilstück ID: 35295822 | 28915472 | BW   |
| 53° 34′ 34″ N, 8° 4′ 37″ O | Sengwarden 93, Deich              | Verläuft in SSW–NNO-Richtung von der Wurtengruppe Mitteldeich über Coldehörn bis ca. 150 m südl. Altona führend. Dort Anschluss an den Sengwarder Altendeich. Im S Fortsetzung in der Gmkg. Rüstringen. L. in der Gmkg. ca. 1,7 km. Unterschiedlich erhalten. Sohl-Br. ca. 15 – 20 m, H. über umgebendem Gelände ca. 0,3 – 0,5 m. Lt. Urkatasterkarte war der Deich 1849 offensichtlich in gleicher Weise erhalten wie heute. - Teilstück ID: 35295646 | 26967203 | BW   |
| 53° 36′ 17″ N, 8° 4′ 16″ O | Sengwarden 95, Wurt               | Durchmesser ca. 40 m, Höhe über NN ca. 2 m, über Gelände ca. 0,7 m. Rund. Im W und S durch Graben begrenzt, wobei die betroffenen Randbereiche vermutlich etwas gekappt wurden. Vermutlich mittelalterliche Ausbausiedlung der Dorfwurt Bauens. Lt. Urkatasterkarte 1849 unbebaut. | 34190751 | BW   |
| 53° 36′ 8″ N, 8° 4′ 7″ O   | Sengwarden 96, Wurt               | Durchmesser ca. 45 m, Höhe über NN ca. 2 m, über Gelände ca. 0,7 m. Rund. Im S, W und N von Graben begrenzt, im O vom Bauenser Weg. Die Randbereiche wurden bei der Anlage der Gräben im W und S gekappt. Vermutlich mittelalterliche Ausbausiedlung der Dorfwurt Utters. Lt. Urkatasterkarte 1849 unbebaut. | 34190768 | BW   |
| 53° 37′ 17″ N, 8° 2′ 36″ O | Sengwarden 97, Wurt               | Größe ca. 75 × 35 m, Höhe über NN ca. 2,5 m, über Gelände ca. 0,8 m. Im S durch einen alten Graben begrenzt, im N durch die Straße Bohnenburger Reihe. Siedlungsgenetische Bedeutung durch Lage im Zuge des Deiches Bohnenburger Reihe, direkt nördl. des Bohnenburger Weges. Lt. Urkatasterkarte 1851 mit Gehöft bebaut. | 34113817 | BW   |
| 53° 34′ 32″ N, 8° 3′ 7″ O  | Sengwarden 100, Burg              | | 34198606 | BW   |
| 53° 35′ 36″ N, 8° 2′ 44″ O | Sengwarden 103, Kirchwurt         | Größe ca. 80 × 60 – 70 m, Höhe über NN ca. 8 m, über Gelände ca. 2,5 – 3 m. Leicht trapezförmig. Mit Ausnahme des S-Teils von Ziegelsteinmauer eingefasst. Um 1981 kamen im Bereich der Kirche 32 Münzen des 16. Jhs. zutage, die in Flandern, den Groninger Ommelanden, Ostfriesland, Jever und Göttingen geprägt wurden (Krämer 1982a, 63). Älteste urkundliche Erwähnung einer Kirche 1168. Im Jahre 1387 von Edo Wiemken d. Ä. erobert, 1447 abermals belagert. | 28915474 |      |
| 53° 35′ 22″ N, 8° 5′ 9″ O  | Sengwarden 105, Fort              | Größe ca. 220 × 130 m. Annähernd rechteckig. Von Wall und einfacher Graft mit Zugang im S umgeben. Wall-H. ca. 2,5 – 4 m; Graft wasserführend; Br. ca. 10 – 12 m. Innenfläche für die Anlage eines Campingplatzes. Anlage als Außenfort der Festung Wilhelmshaven gegen Ende des 19. Jhs. errichtet, um Angriffe vom Land her auf Wilhelmshaven abzuwehren. | 28915475 | BW   |
| 53° 35′ 45″ N, 8° 1′ 40″ O | Sengwarden 106, Fort              | Größe ca. 250 × 150 m. Fort mit annähernd halbmondförmigem Grundriss. Von Wall mit außen vorgelagerter Graft geschützt. Wall größtenteils erhalten. Sohl-Br. 10 – 15 m; H. bis 2,5 m. Graft vollständig erhalten und wasserführend; Br. 15 – 20 m. Im Inneren ein kleiner quadratischer Betonbunker aus dem Zweiten Weltkrieg erhalten. Die äußere Begrenzung des Forts wird von einem heute ebenerdigen Geländestreifen gebildet. Br. gleichmäßig ca. 20 m. Das Fort wurde während des Ersten Weltkrieges zum Schutz der Stadt Wilhelmshaven von Land her errichtet. | 34170841 | BW   |
| 53° 36′ 45″ N, 8° 3′ 22″ O | Sengwarden 107, Fort              | Größe ca. 130 × 120 m, dreieckiger Grundriss, nach NW orientiert. Sehr gut erhalten, von Wall mit vorgelagerter Graft geschützt. Wallsohl-Br. 10 – 20 m; H. 1 – 2,5 m. Graft mit Ausnahme des W-Teils gut erhalten und wasserführend; Br. 10 – 15 m. Im Inneren sind größere Betonbunkerreste einer Flakstellung aus dem Zweiten Weltkrieg erhalten. Außenfort des Wilhelmshavener Festungsringes. Vermutlich zwischen 1871 und dem Ersten Weltkrieg errichtet, genaue Bauzeit nicht bekannt. | 28915578 | BW   |
| 53° 37′ 25″ N, 8° 1′ 55″ O | Sengwarden 109, Wurt              | Durchmesser ca. 40 m, Höhe über NN ca. 1,5 m, über Gelände ca. 0,8 m. Rund in Deichlage. Im O von der Straße Hooksiel – Wilhelmshaven begrenzt, im N und W von dem Weg Hooksiel – Groß Buschhausen und im S durch Graben. Siedlungsgenetische Bedeutung durch Lage im Zuge des Deiches Bohnenburger Reihe. Die zeitliche Abfolge von Wurt- und Deichentstehung ist nur durch eine archäologische Untersuchung zu klären. Lt. Urkatasterkarte 1851 bebaut und im N, W und O von Weg bzw. Straße begrenzt. | 34135891 | BW   |

## Wilhelmshaven
| Lage                       | Bezeichnung                 | Beschreibung | ID       | Bild |
| -------------------------- | --------------------------- | --- | -------- | ---- |
| 53° 31′ 51″ N, 8° 8′ 43″ O | Wilhelmshaven 1, Dorfwurt   | Größe ca. 150 × 110 m, Höhe über NN ca. 4,2 m, über Gelände ca. 2 m. Oval in Deichlage. | 34557633 | BW   |
| 53° 31′ 55″ N, 8° 8′ 31″ O | Wilhelmshaven 2, Wurt       | Größe ca. 75 × 50 m, Höhe über Gelände ca. 0,5 m. Oval. Im N an die Langeoogstraße grenzend. Siedlungsgenetische Bedeutung durch Lage in einer kleinen Wurtengruppe direkt innerhalb des Heppenser Ringdeiches. Vermutlich Ausbausiedlung der Dorfwurt. Lt. Urkatasterkarte 1841 unbebaut.                                                               | 35296341 | BW   |
| 53° 31′ 29″ N, 8° 7′ 56″ O | Wilhelmshaven 11, Wurt      | Größe ca. 100 × 70 m, Höhe über NN ca. 2,4 m, über Gelände ca. 0,5 m. Oval in Deichlage. Im N von der Bismarckstraße begrenzt. Die ehemalige Graft von 100 × 70 m L. ist vollständig verfüllt. | 34556811 | BW   |
| 53° 31′ 32″ N, 8° 7′ 20″ O | Wilhelmshaven 12, Wurt      | Größe ca. 85 × 70 m, Höhe über NN ca. 2,2 m, über Gelände ca. 1,2 m. Oval. Lt. Oldewage (1969, 189) ehemals von Graft von 80 × 70 m L. umgeben, die heute vollständig verfüllt ist. Lage in einer kleinen Wurtengruppe. Lt. Urkatasterkarte 1841 mit Gehöft bebaut und im N, W und O von Graft eingefasst.                                               | 34554894 | BW   |
| 53° 31′ 29″ N, 8° 7′ 17″ O | Wilhelmshaven 13, Wurt      | Größe ca. 75 × 50 m, Höhe über NN ca. 2,05 m, über Gelände ca. 1,3 m. Oval. Lage in einer kleinen Wurtengruppe. | 34554958 | BW   |
| 53° 31′ 31″ N, 8° 7′ 13″ O | Wilhelmshaven 14, Wurt      | Größe ca. 75 × 60 m, Höhe über NN ca. 3 m, über Gelände ca. 2 m. Oval. Lage in einer kleinen Wurtengruppe. | 34555015 | BW   |
| 53° 30′ 39″ N, 8° 6′ 52″ O | Wilhelmshaven 20, Kirchwurt | Größe ca. 70 × 50 m, Höhe über NN ca. 5,2 m, über Gelände ca. 3,5 m. Oval. Wurtfuß im N und O durch Straßenführungen gestört. Eine im Jahre 1889 wieder aufgemauerte Kirchenruine auf den bei Ausgrabungen freigelegten Fundamenten einer einschiffigen gotischen Ziegelsteinkirche.                                                                     | 28913932 |      |
| 53° 31′ 56″ N, 8° 8′ 32″ O | Wilhelmshaven 26, Deich     | Ringdeich, der eine Fläche von max. 1,7 (W–O) × 0,9 km um die Dorfwurt Heppens herum umgab. Deich-L. insgesamt 4,2 km. Deichkörper unterschiedlich erhalten. Im gut erhaltenen Teilstück Sohl-Br. 20 – 25 m, H. bis 1 m, in den Endbereichen ca. 0,5 m. Auf der Urkatasterkarte von 1841 einwandfrei und lückenlos nachweisbar. - Teilstück ID: 35295590 | 26967286 | BW   |